# Bolet bai
Imleria badia
Ne doit pas être confondu avec Cèpe des pins.
Espèce
Statut de conservation UICN

 LC  : Préoccupation mineure
Imleria badia, le Bolet bai, anciennement Xerocomus badius ou encore Boletus badius, est une espèce de champignons basidiomycètes de la famille des Boletaceae et du genre Imleria. Comestible et très commun, il est caractérisé par son chapeau brun bai, son pied brunâtre lisse, ses pores et tubes jaune verdâtre nettement bleuissants à la pression, sa chair non ou très faiblement bleuissante à la coupe et son habitat souvent sous conifères, parfois sous feuillus.

## Taxonomie
Le nom correct complet (avec auteur) de ce taxon est Imleria badia (Fr.) Vizzini, 2014.
Le basionyme de ce taxon est Boletus castaneus var. badius Fr., 1821.

### Synonymes
Imleria badia a pour synonymes :
- Boletus badius var. badius
- Boletus castaneus var. badius (Fr.) Fr., 1828
- Boletus castaneus var. badius Fr., 1821
- Boletus glutinosus Krombh., 1836
- Boletus messanensis Inzenga, 1869
- Boletus paludosus Massee, 1892
- Boletus stejskalii Bres., 1923
- Imleria badia (Fr.) Vizzini, 2014
- Ixocomus badius (Fr.) Quél., 1888
- Rostkovites badia (Fr.) P.Karst., 1881
- Suillus badius (Fr.) Kuntze, 1898
- Viscipellis badia (Fr.) Quél., 1886
- Viscipellis badia (Fr.) Quél., 1886
- Xerocomus badius (Fr.) E.-J.Gilbert, 1931

### Publication originale
(en) A. Vizzini, « Nomenclatural novelties », Index Fungorum, vol. 147,‎ 2014, p. 1 (ISSN 2049-2375, lire en ligne)

### Phylogénie

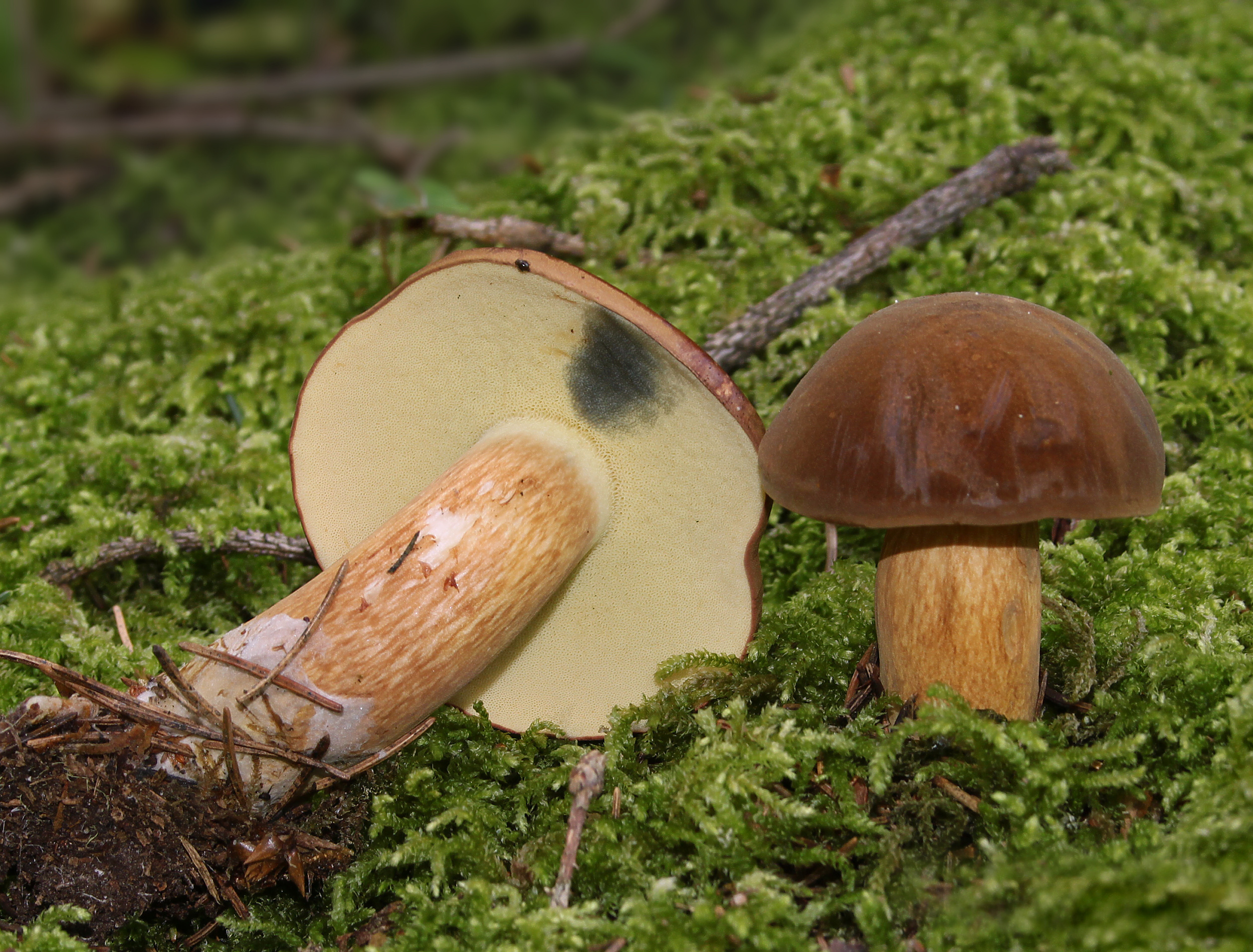
Deux Bolets bais dans la mousse.

Décrit pour la première fois par Elias Fries en 1818, le Bolet bai a été reclassé sous le nom de Xerocomus badius en 1931. Il a ensuite été reclassé dans le genre Imleria en 2014 par le mycologue Alfredo Vizzini. Ce taxon a été classé pour la première fois en 1818 par Elias Magnus Fries, comme une forme, l'appelant Boletus castaneus var. badius. En 1832, le même auteur l'a élevé au rang d'espèce sous le nom de Boletus badius. Il a été reclassé en 1931 par Édouard-Jean Gilbert sous le nom de Xerocomus badius ; dans de nombreux ouvrages obsolètes, il est encore répertorié sous cette nomenclature. 
Des études phylogénétiques moléculaires modernes ont montré que le genre Xerocomus est polyphylétique, c'est-à-dire qu'il ne descend pas d'un ancêtre commun. Imleria badia n'est donc pas étroitement liée à ce genre, ce qui explique pourquoi plusieurs anciennes espèces de Xerocomus ont été récemment transférées dans d'autres genres (par exemple Imleria ou Xerocomellus).

### Étymologie
Le nom de genre Imleria a été nommé en l'honneur de Louis Imler, tandis que l'épithète spécifique badia fait réfèrence à la couleur baie du chapeau de cette espèce,.

### Noms vulgaires et vernaculaires
Imleria badia porte en français le nom vulgarisé et normalisé « Bolet bai », bai étant la couleur brun-rouge de son chapeau,.
Le Bolet bai est parfois nommé à tort « Cèpe des pins », mais le Cèpe des pins est une tout autre espèce (Boletus pinophilus).
Noms vernaculaires dans d'autres langues
- Roumain : Hrib murg, bureți pietroși, hrib roșcat, pitoance de brad
- Italien : Castanello, Castagnino, Pinaiolo
- Polonais : Podgrzyb brunatny, Podgrzybek brunatny
- Anglais : Bay bolete
- Afrikaans : Bruin bolee
- Tchèque : hřib hnědý
- Gallois : cap tyllog gwinau cleisiog
- Danois : Brunstokket rørhat
- Allemand : Maronen-Röhrling, Marone
- Grec : Βωλίτης ο κακός
- Espagnol : Boletus badius, boleto bayo
- Basque : Onddo arre
- Finnois : ruskotatti
- Lituanien : Rudakepuris aksombaravykis
- Letton : Lāču samtbeka
- Magyar : Barna tinóru
- Néerlandais : Kastanjeboleet
- Norvégien : Svartbrun rørsopp
- Suédois : Brunsopp[2]

## Description du sporophore

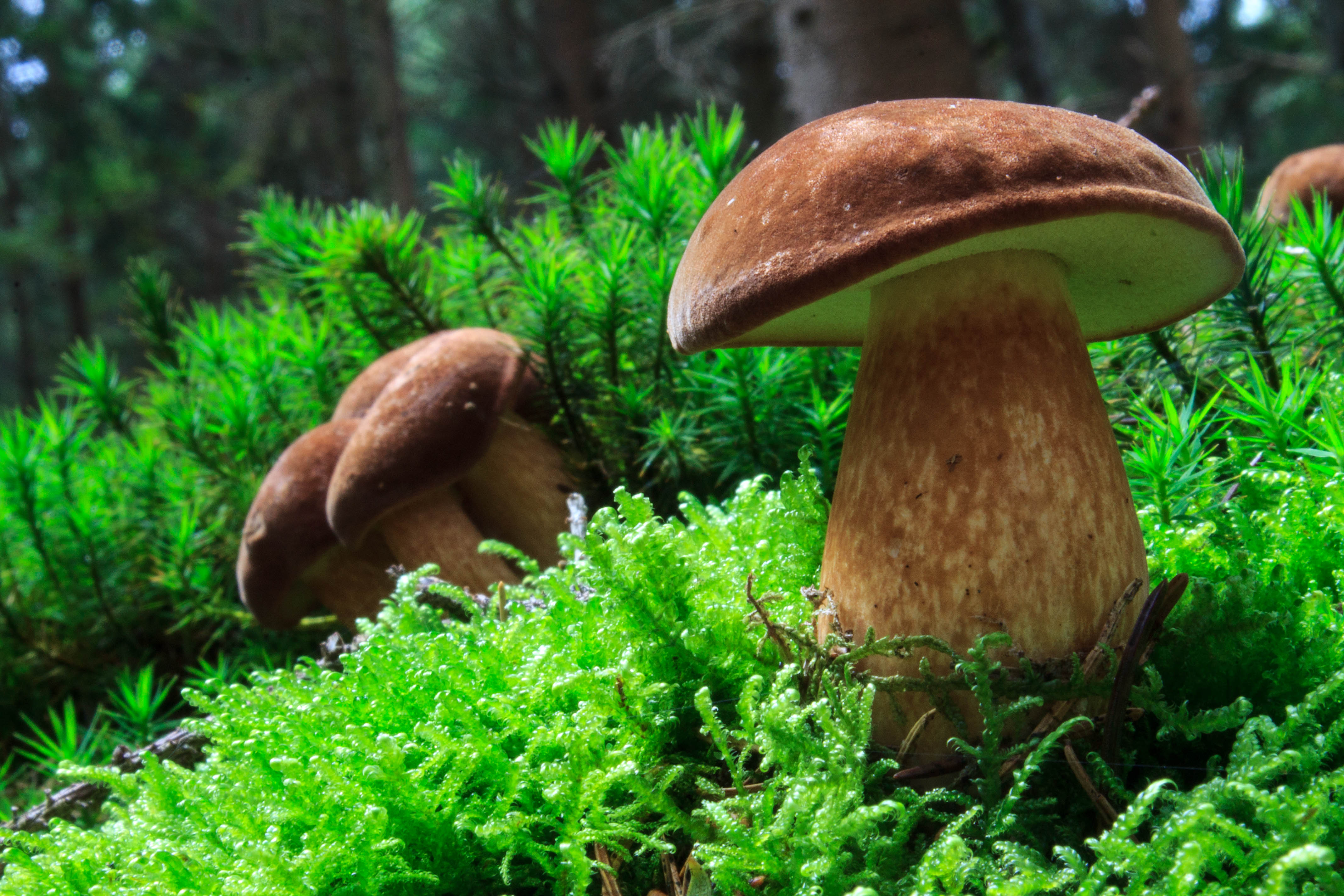
Sporophores de I. badia en Allemagne.

Les bolets sont des champignons dont l'hyménophore, constitué de tubes et terminés par des pores, se sépare facilement de la chair du chapeau. Ce chapeau d'abord rond, recouvert d'une cuticule, devient convexe à mesure qu’il vieillit. Ils ont un pied (stipe) central assez épais et une chair compacte. Les caractéristiques morphologiques de Imleria badia, le Bolet bai, sont les suivantes :
Son chapeau mesure de 5 à 15 cm, il est d'abord un peu visqueux puis sec, parfois même nettement feutré, velouté par temps sec et viscidule par temps humide, de couleur brun-bai ou brun châtain assez uniforme, parfois brun noirâtre. Il est sphérique-hémisphérique à l'état jeune, à la marge clairement recourbée vers l'intérieur, puis il s'applati avec l'âge, devenant hémisphérique puis convexe ou même plat. Il devient progressivement pulviné et à l'état vieux la marge peut se récurver et lui donner une forme étalée. La cuticule est difficilement pelable,,.
L'hyménophore présente des tubes d'abord blanchâtres puis jaune olivâtre terne à verdâtres, généralement nettement bleuissants, déprimés sur une courte mais nette zone autour du pied et souvent enflés à maturité sous le chapeau, dépassant la limite de la marge. Les pores sont fins, très serrés, concolores aux tubes, également nettement bleuissants, à la pression tout comme à la coupe,,.
Son stipe mesure 5 à 12 cm x 1 à 4 cm, il est cylindrique ou presque, grêle et allongé, mais il peut aussi être robuste, enflé et même obèse. Il est lisse, sans ornementation, de couleur brun clair, brun ochracé à roussâtre, parfois délavé de blanchâtre ou de jaunâtre en haut vers l'insertion des tubes. Il a l'aspect de bois d'oeuvre poli ou de bois écorcé jaunâtre brunâtre, il est assez fibreux et relativement résistant à la tortion, surtout chez les vieux spécimens, rappelant la texture du cuir,,.

La chair est blanchâtre, très ferme puis mollissant avec l'âge, bleuissant parfois un peu, particulièrement au-dessus des tubes, parfois un peu grisâtre brunâtre à l'extrémité du pied. Découpée, elle prend un aspect gris. Son mycélium basal est de couleur blanche. Sa saveur est douce et son odeur est faible, de Cèpe. La sporée est brun olive.

Principaux caractères distinctifs
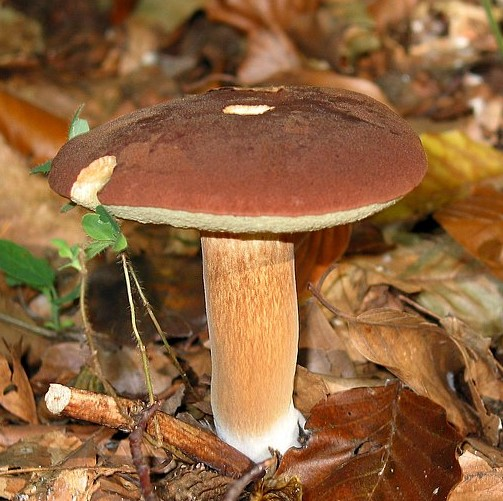
Chapeau de couleur brun-bai uniforme. Souvent feutré ou velouté...
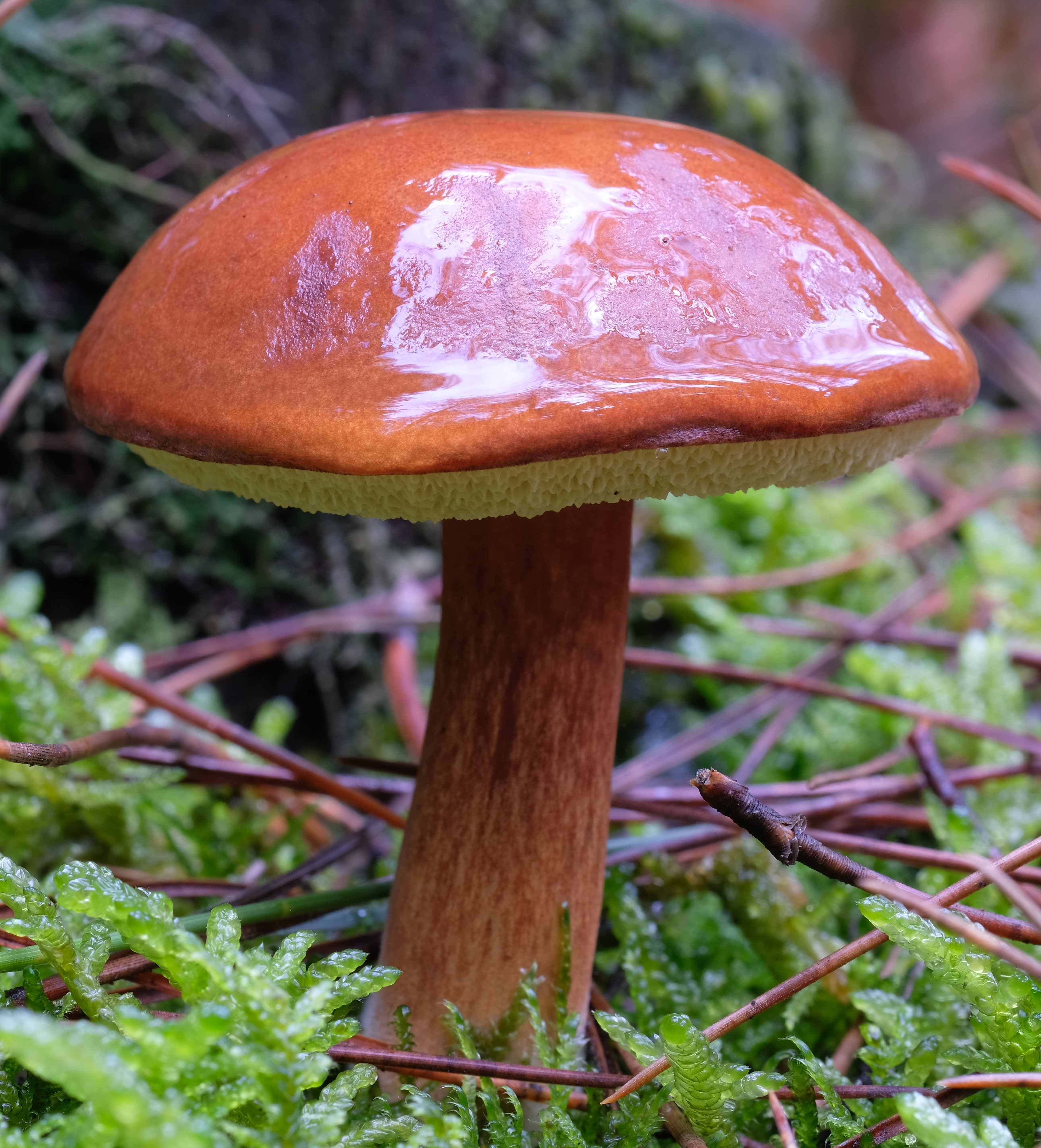
...ou alors viscidule avec l'humidité.
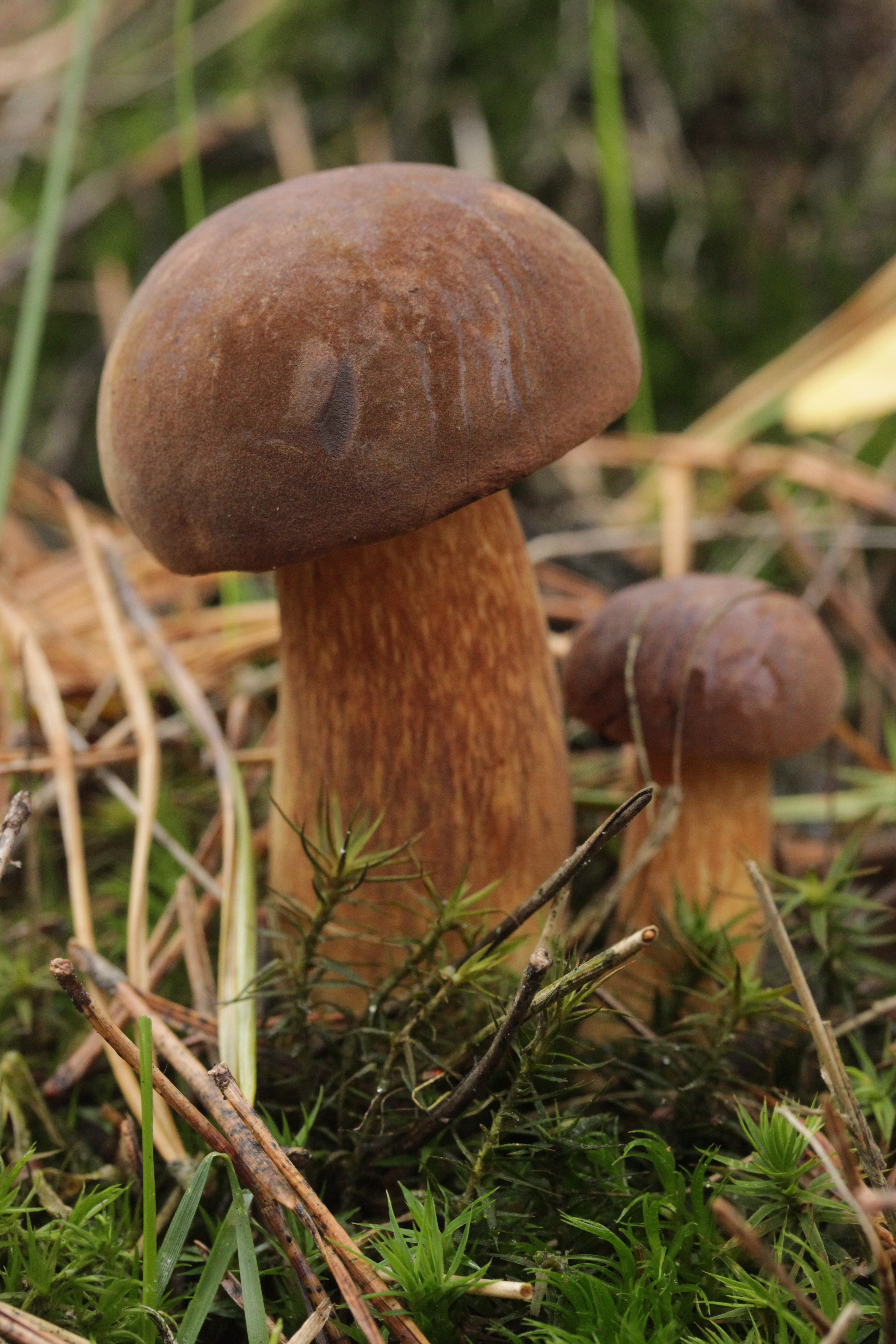
Chapeau d'abord hémi- sphérique...
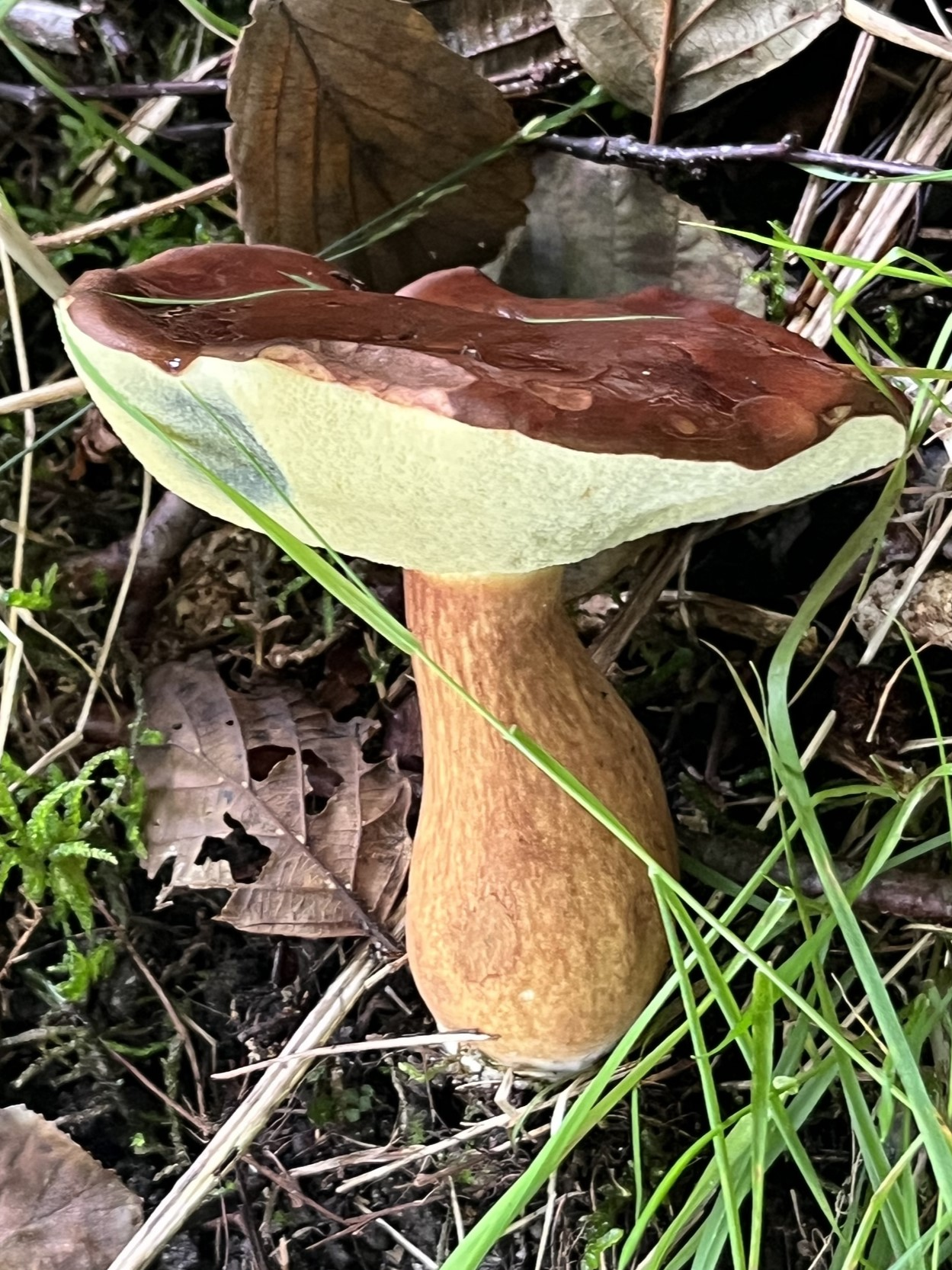
...puis s'étalant en vieillisant.
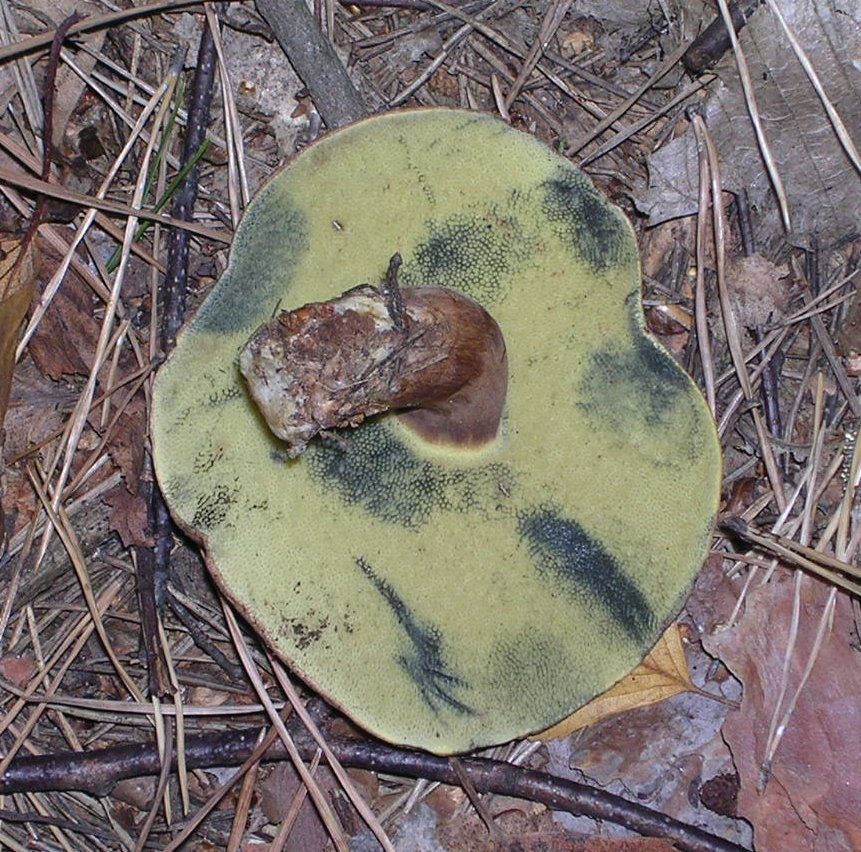
Pores blanchâtres puis verdâtres, nettement bleuissants à la pression.
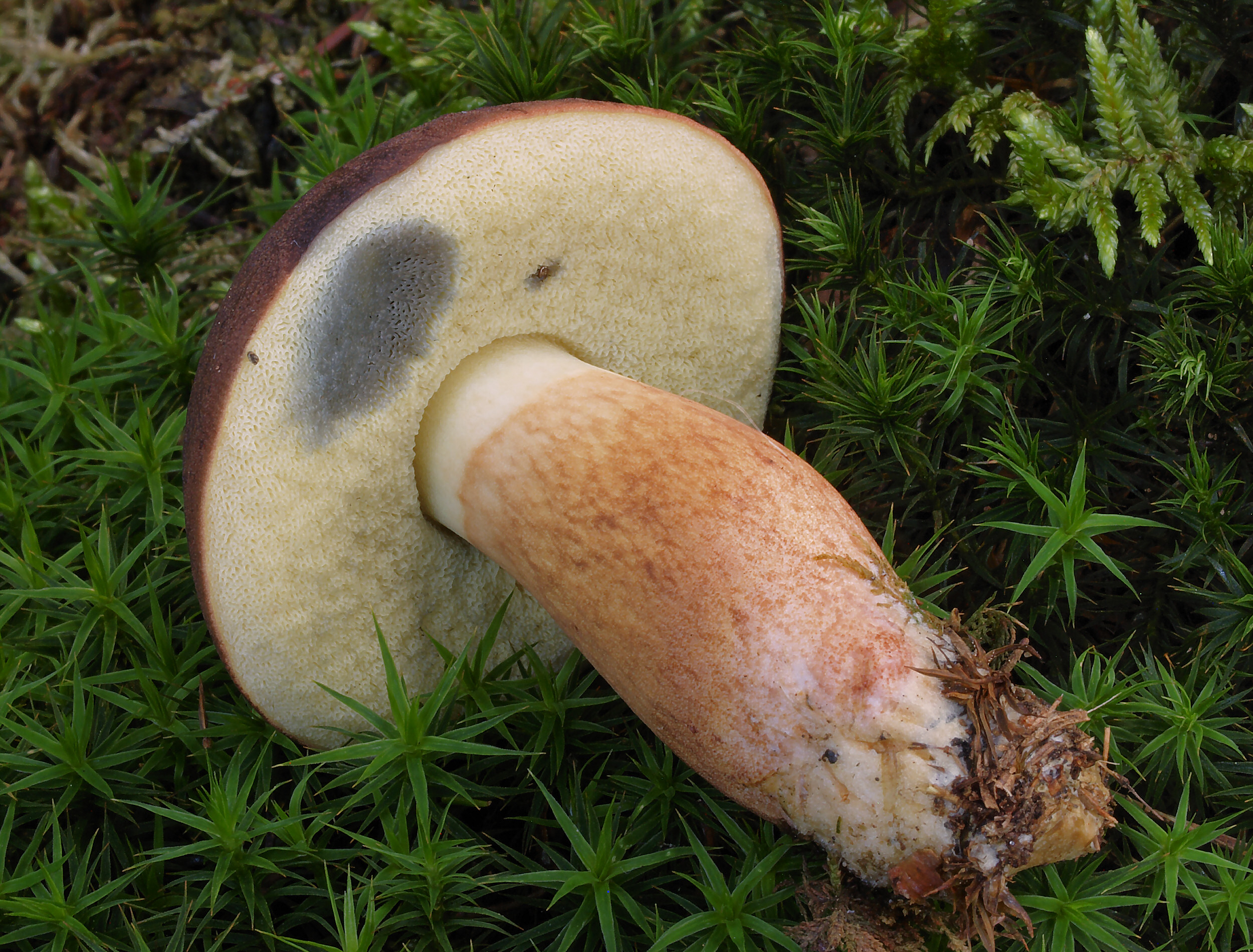
Pied lisse sans ornementation, relativement grêle et allongé, à l'aspect de bois poli.
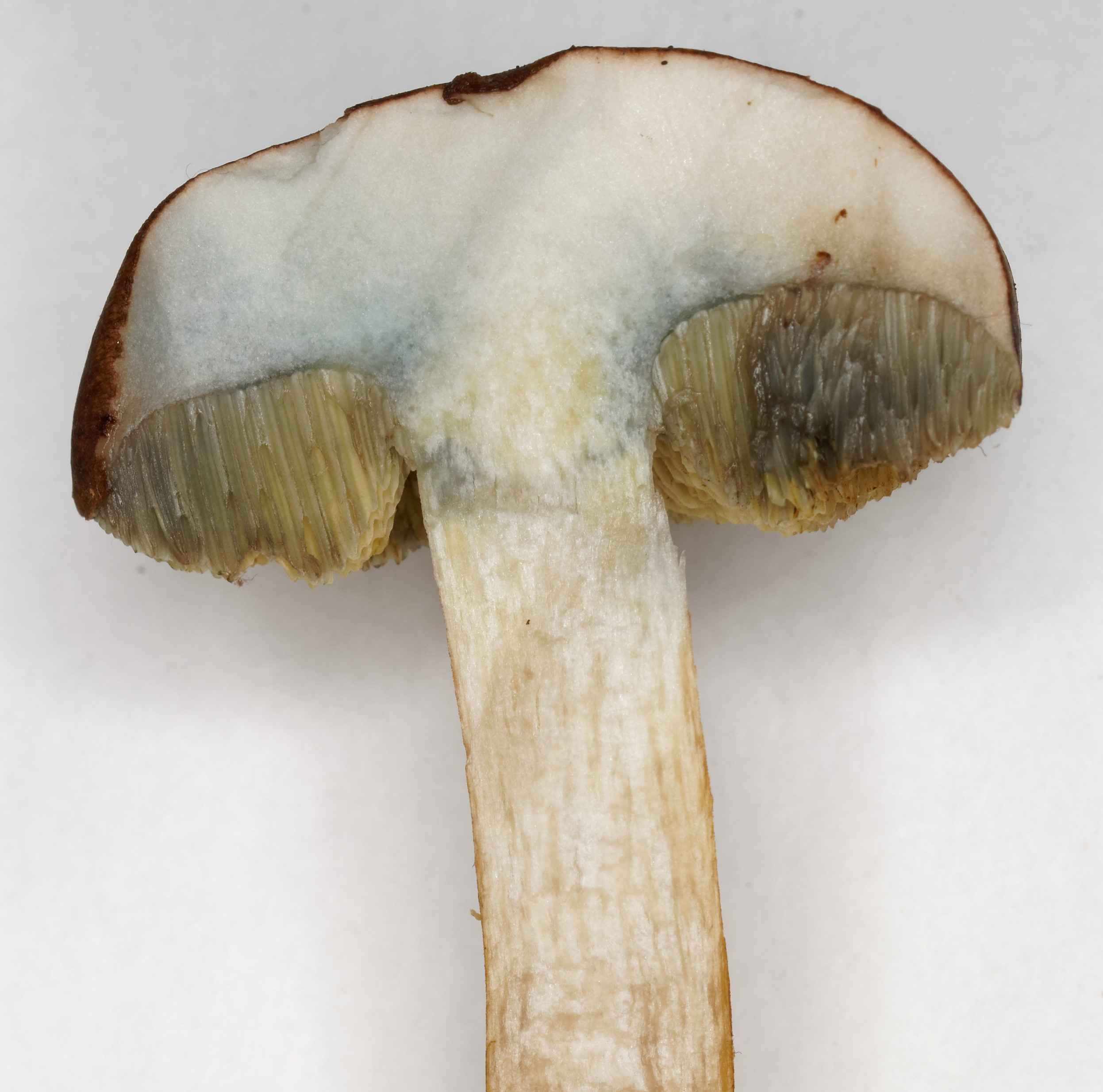
Chair non bleuissante à la coupe ou alors légèrement au-dessus des tubes.

## Galerie

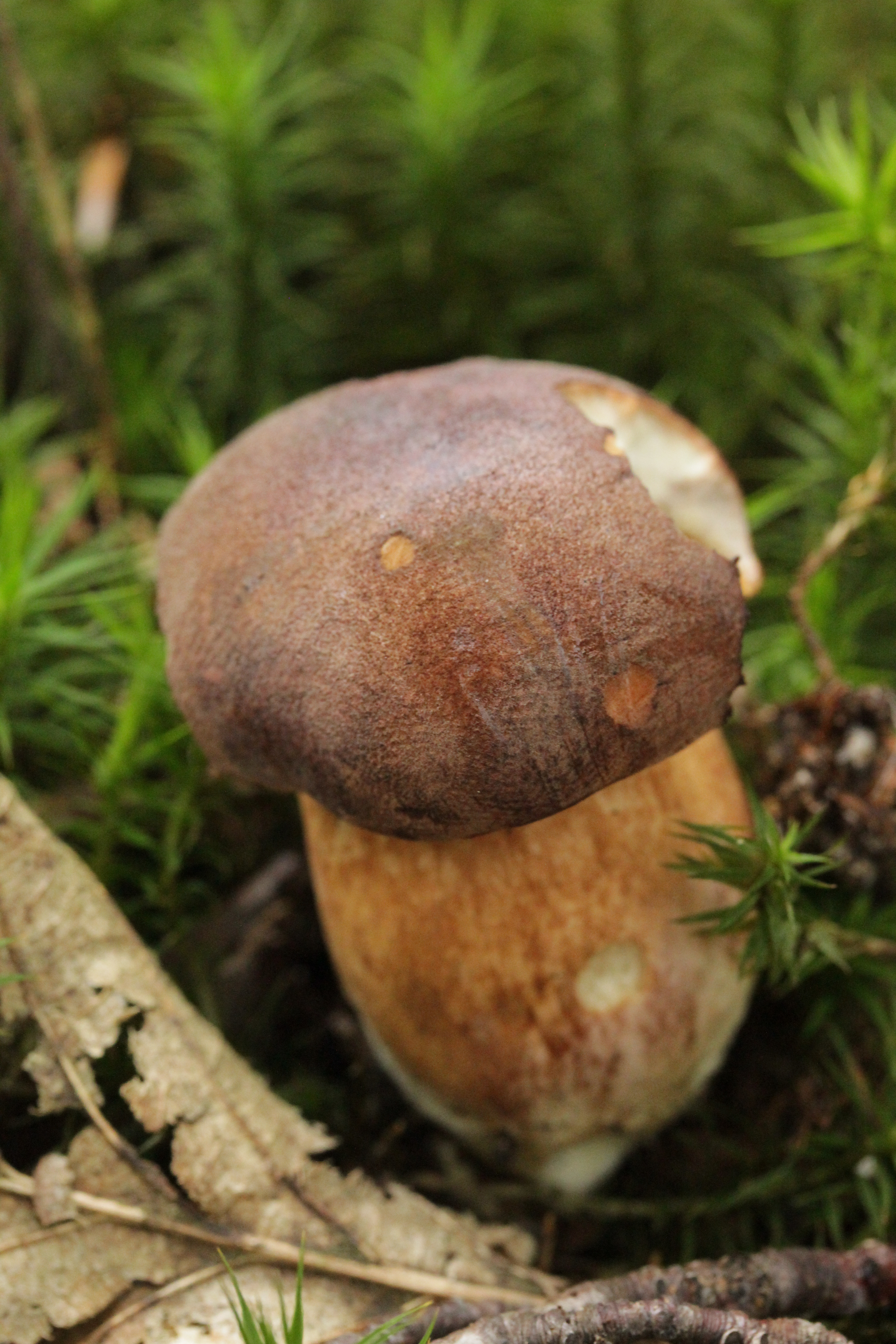
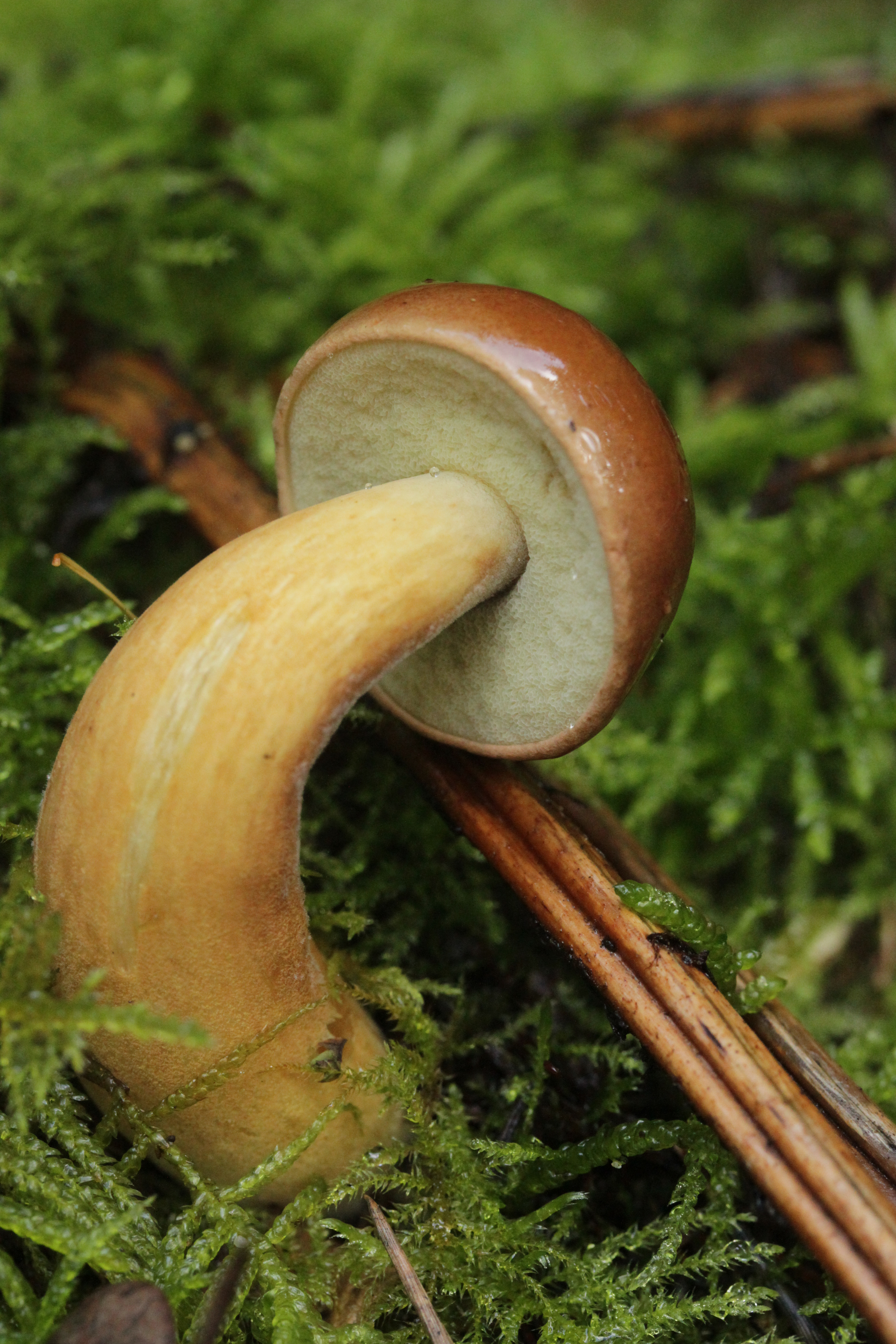
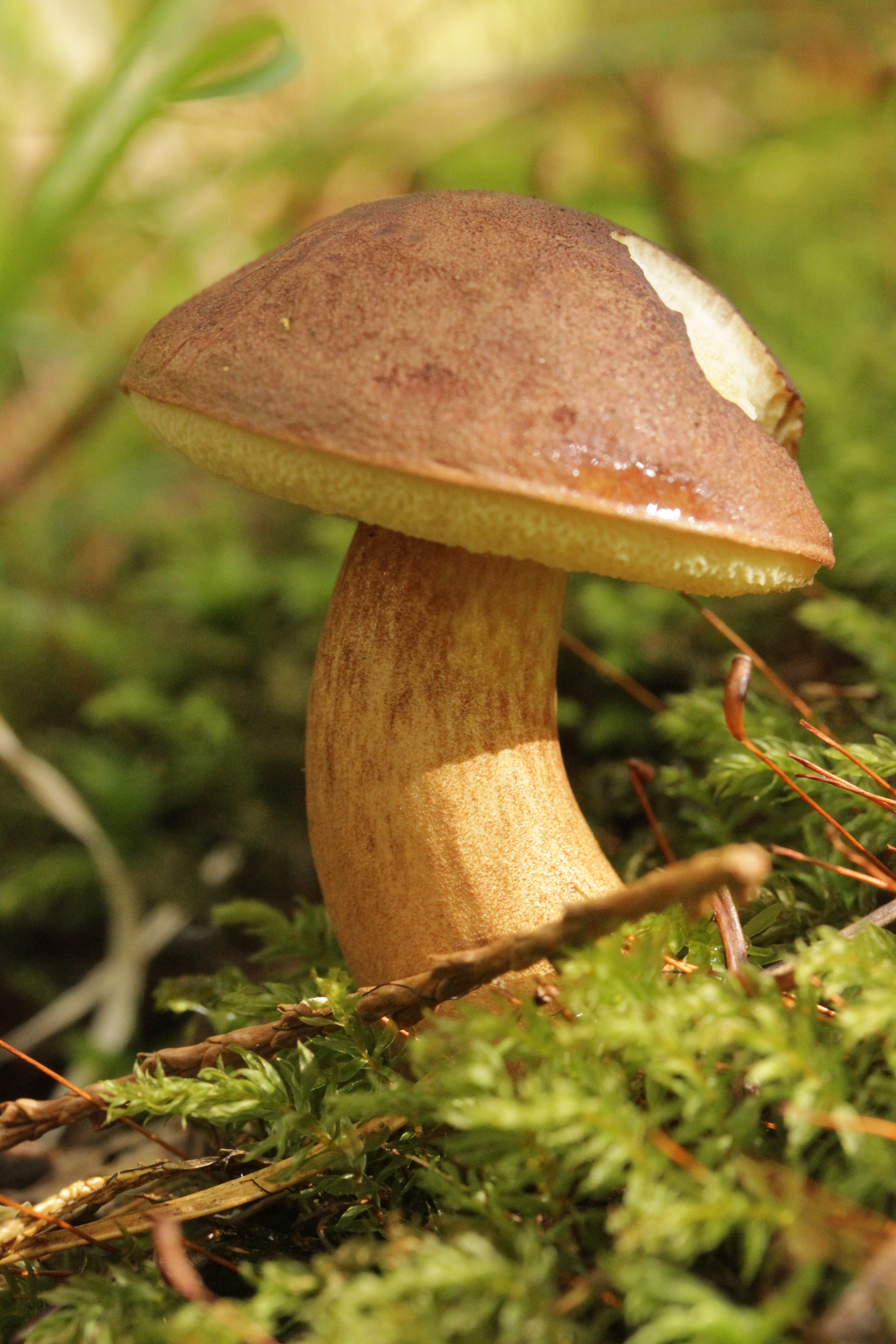
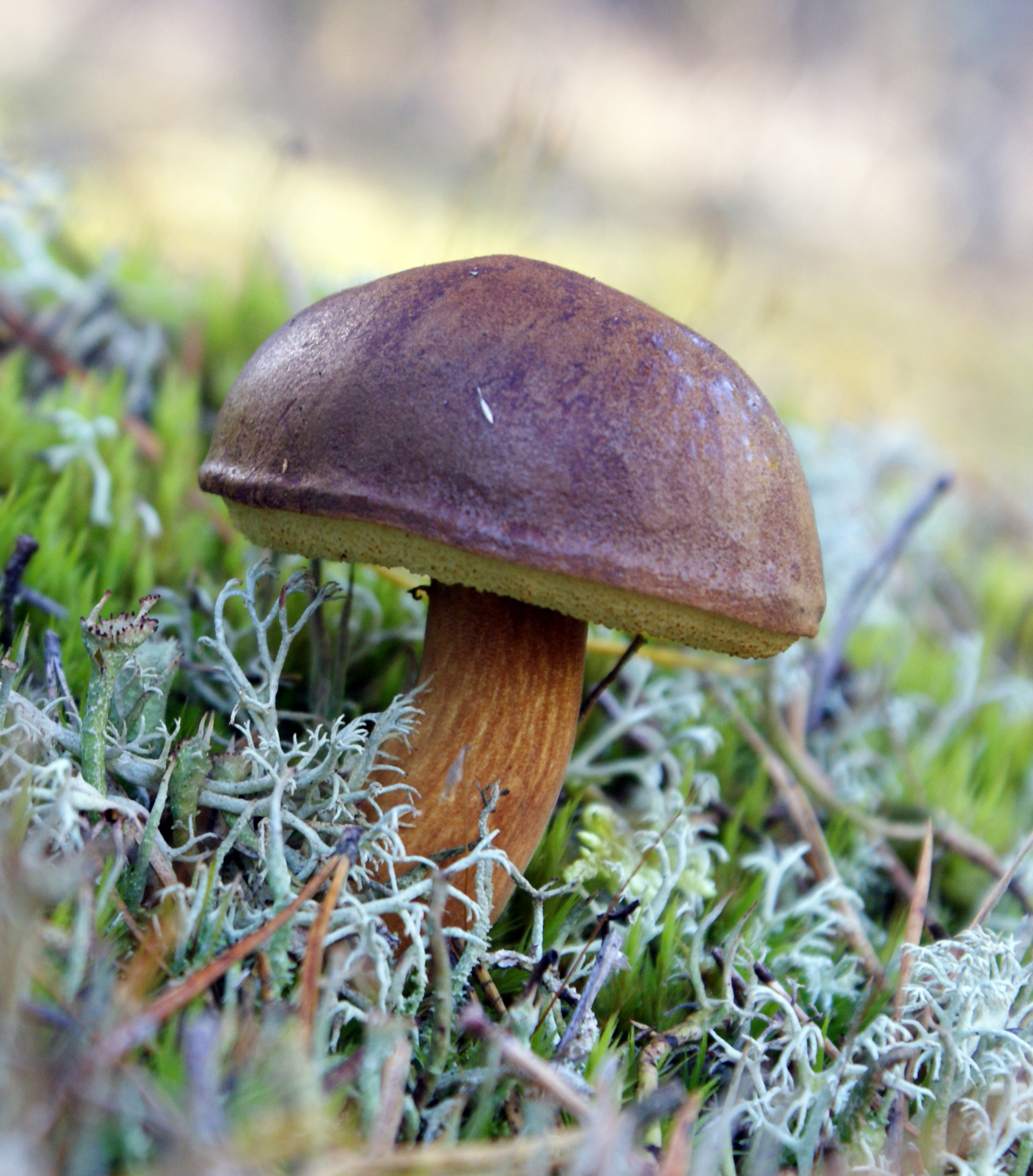
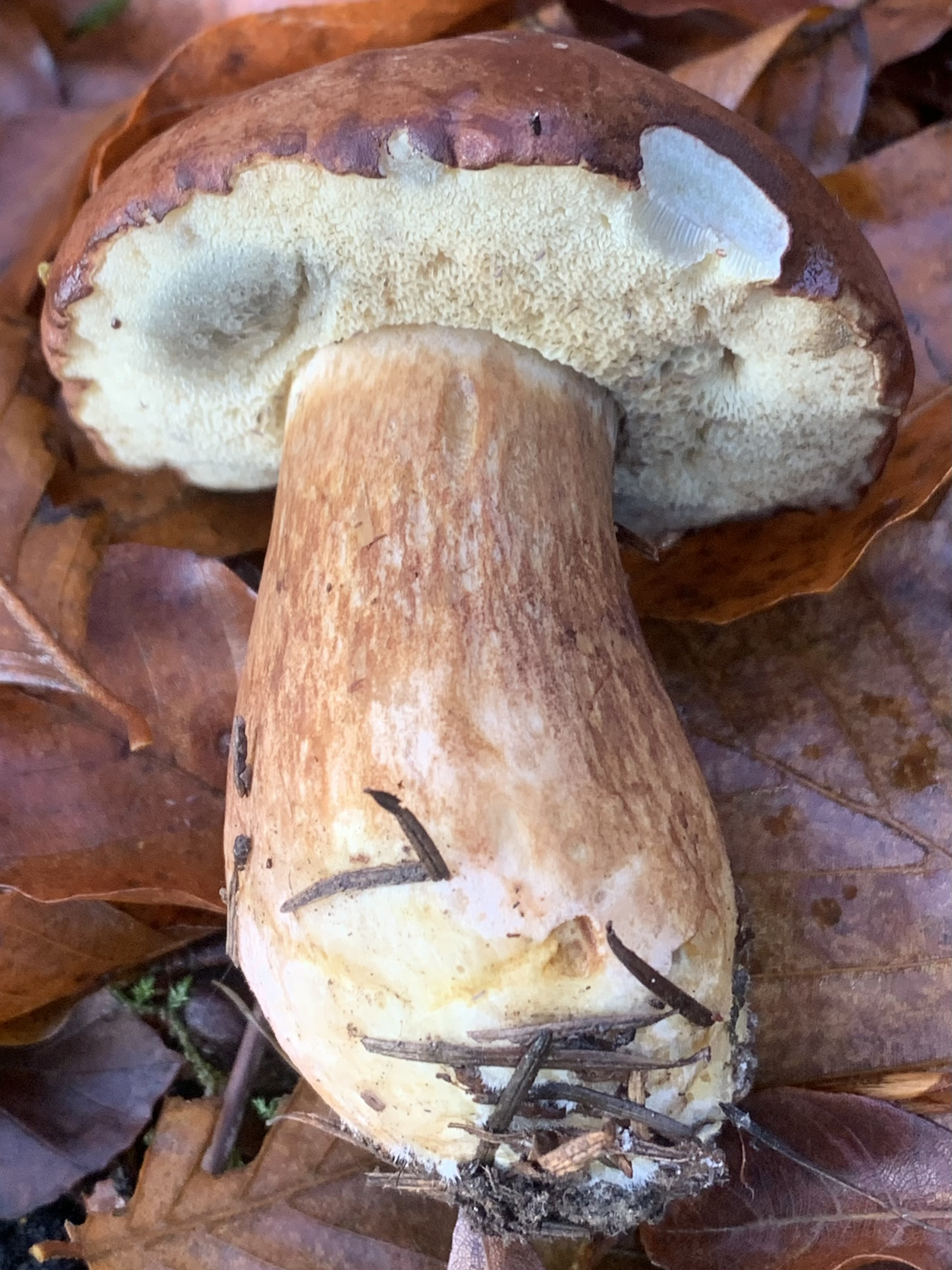
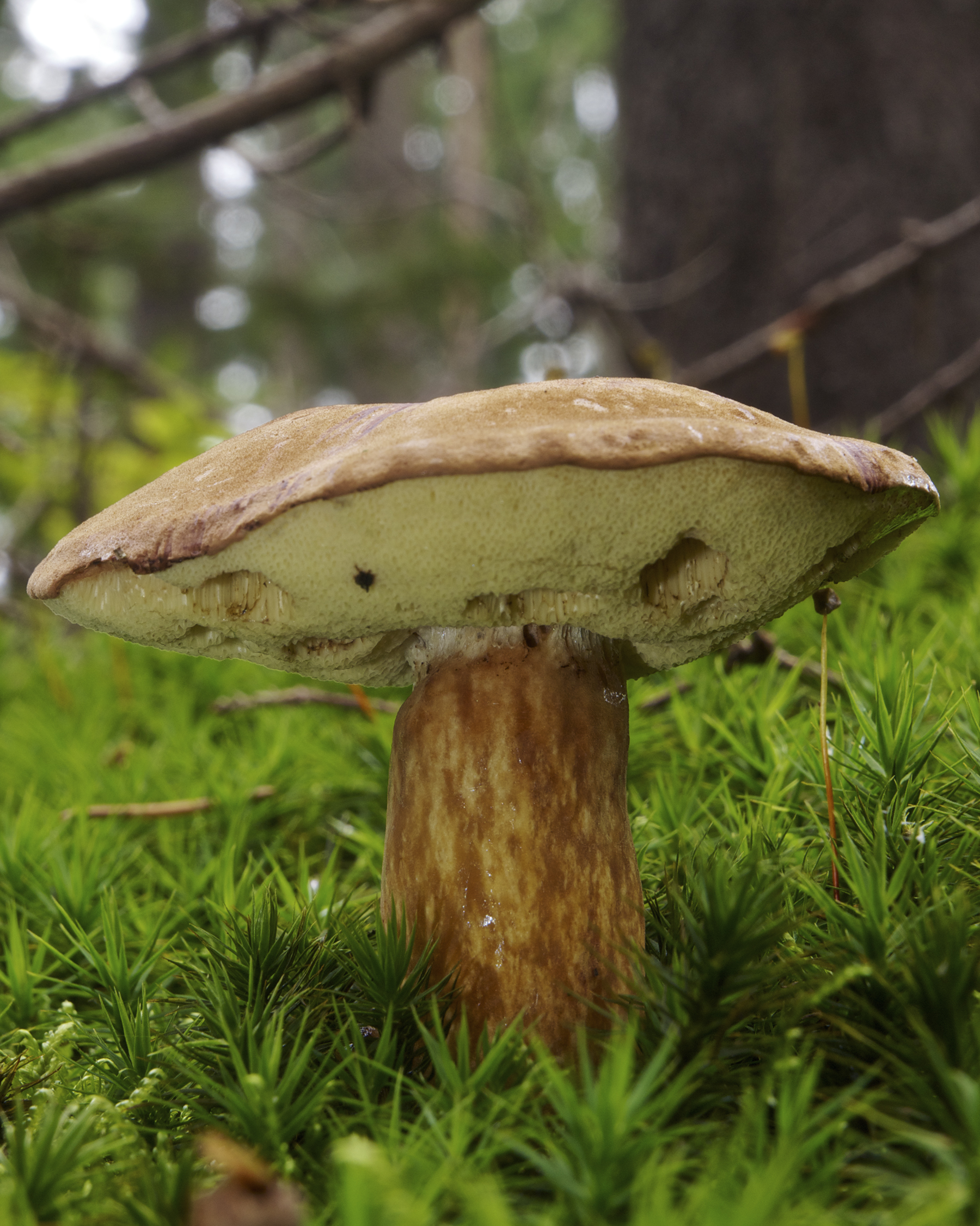
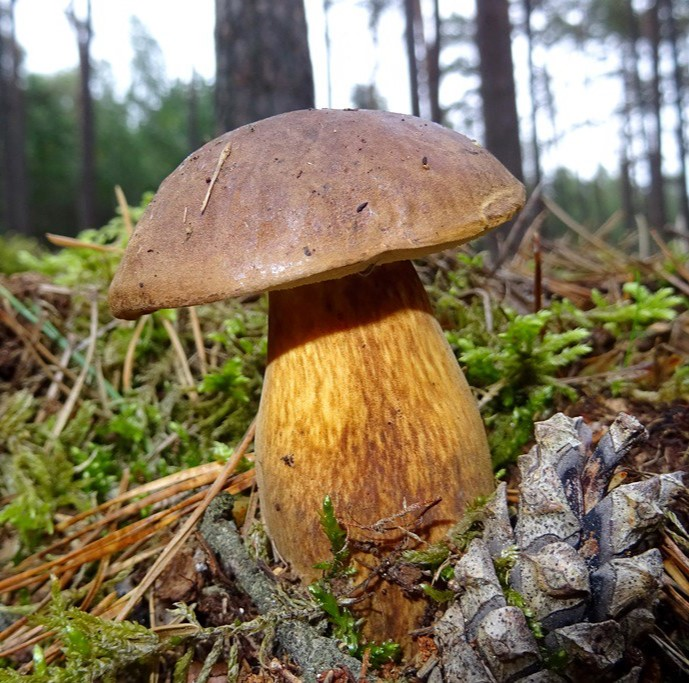
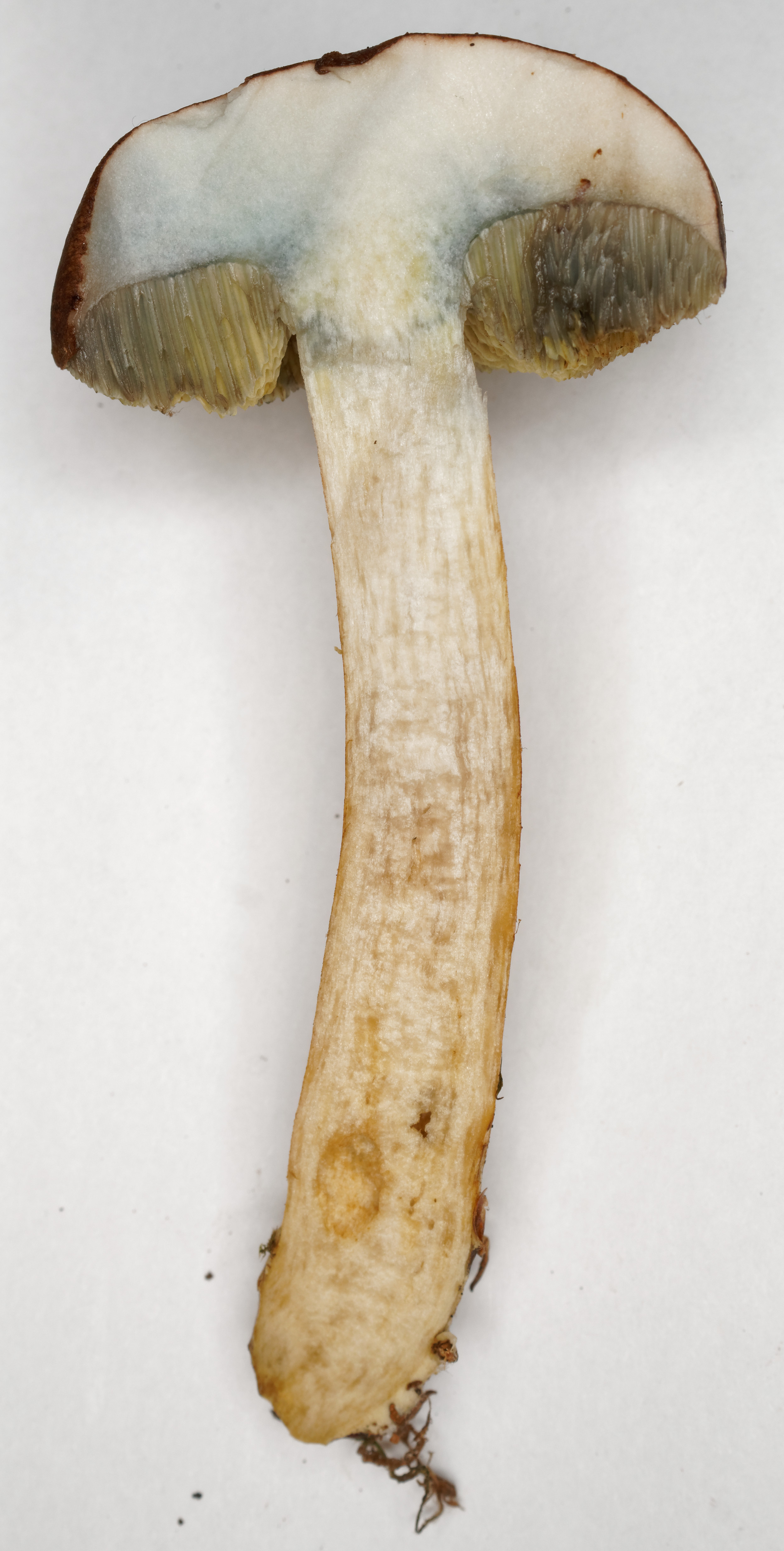
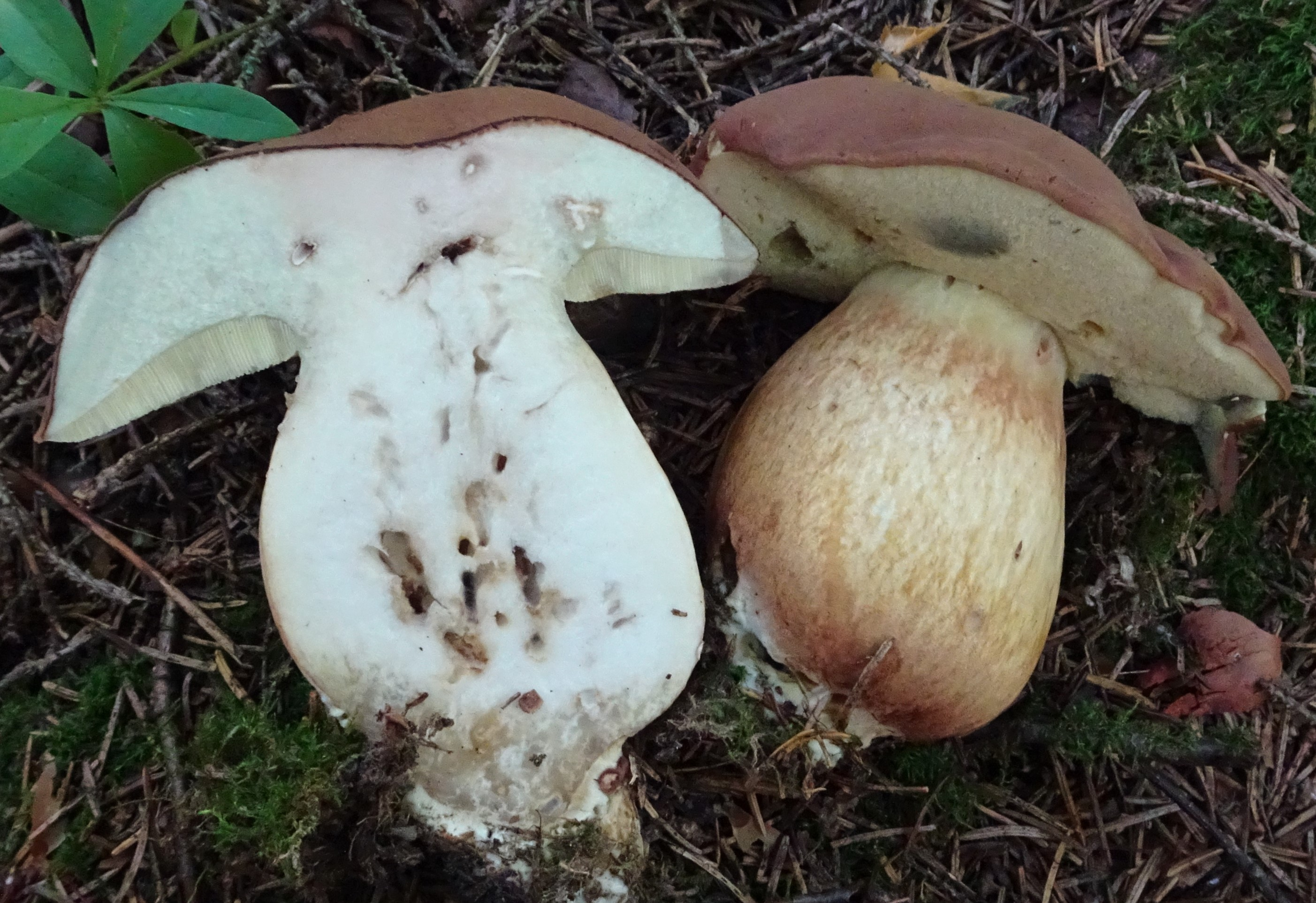
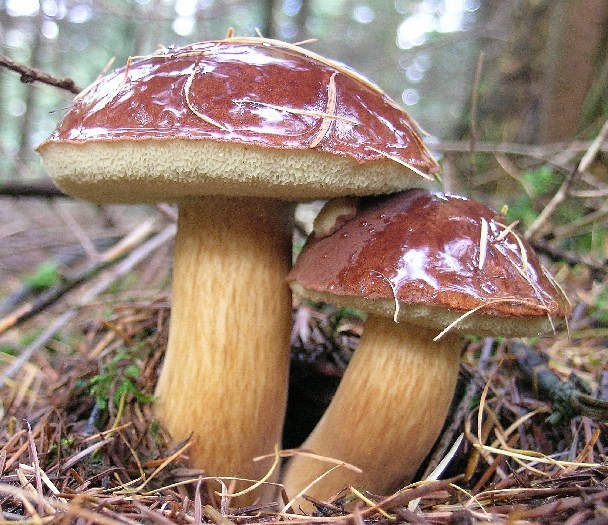
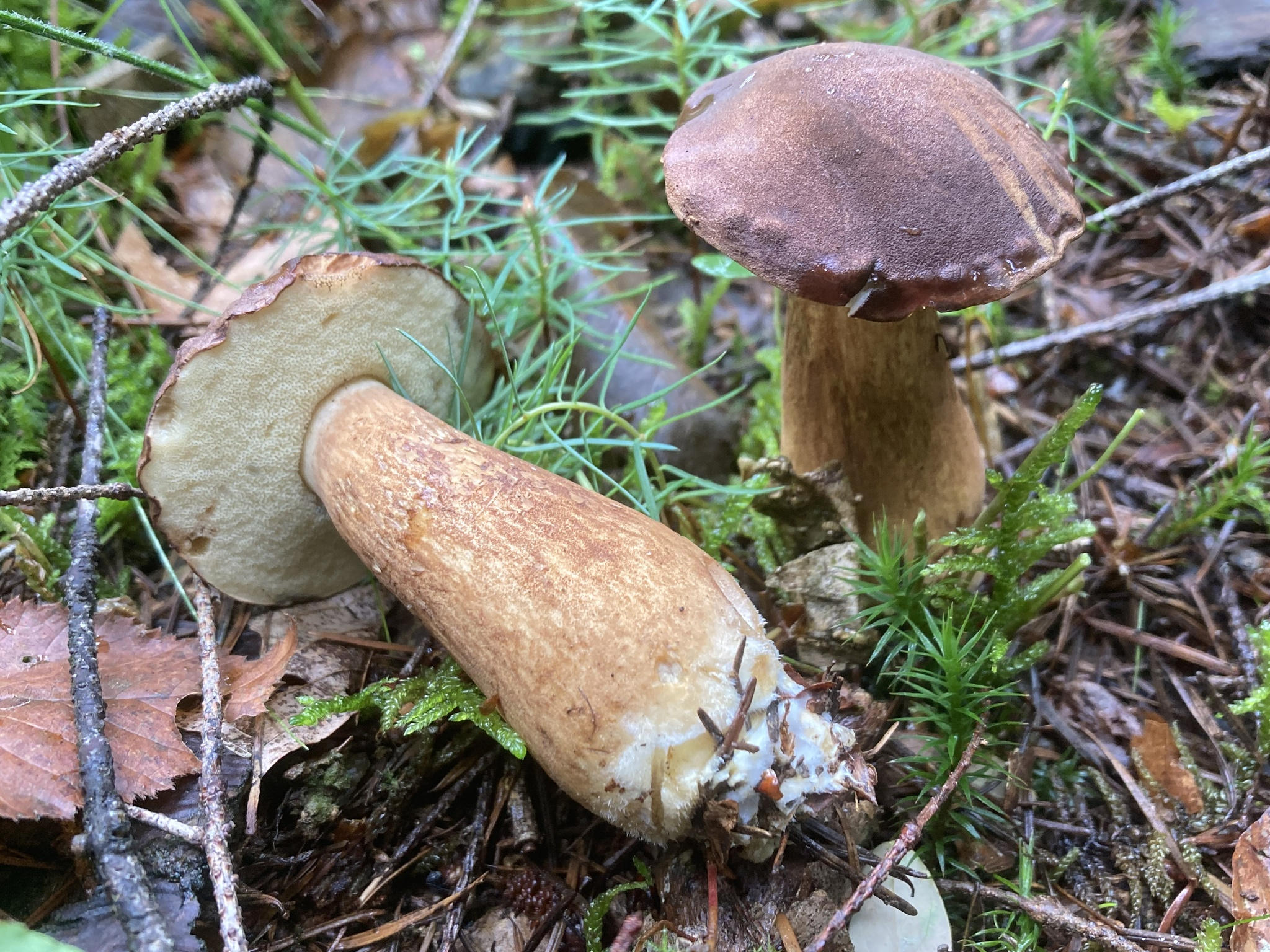
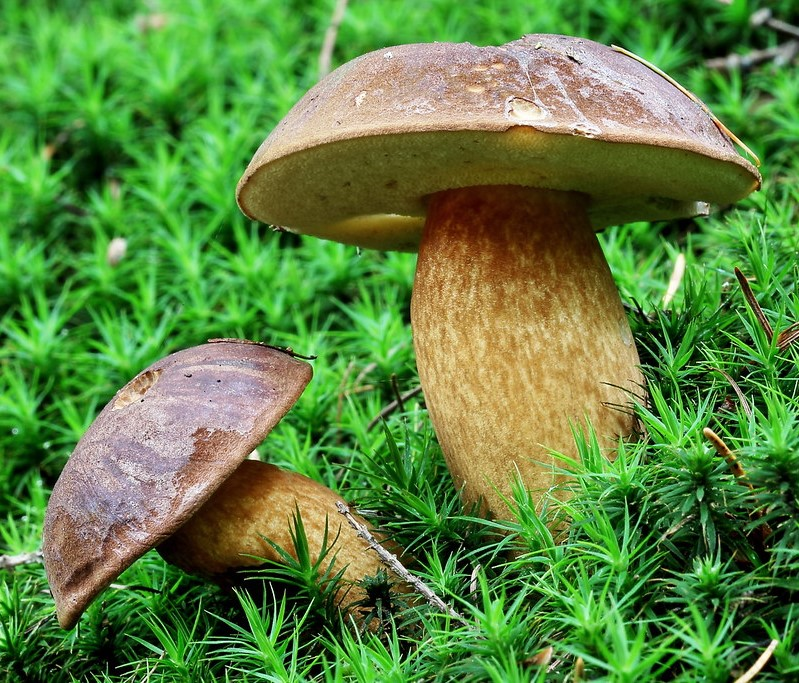
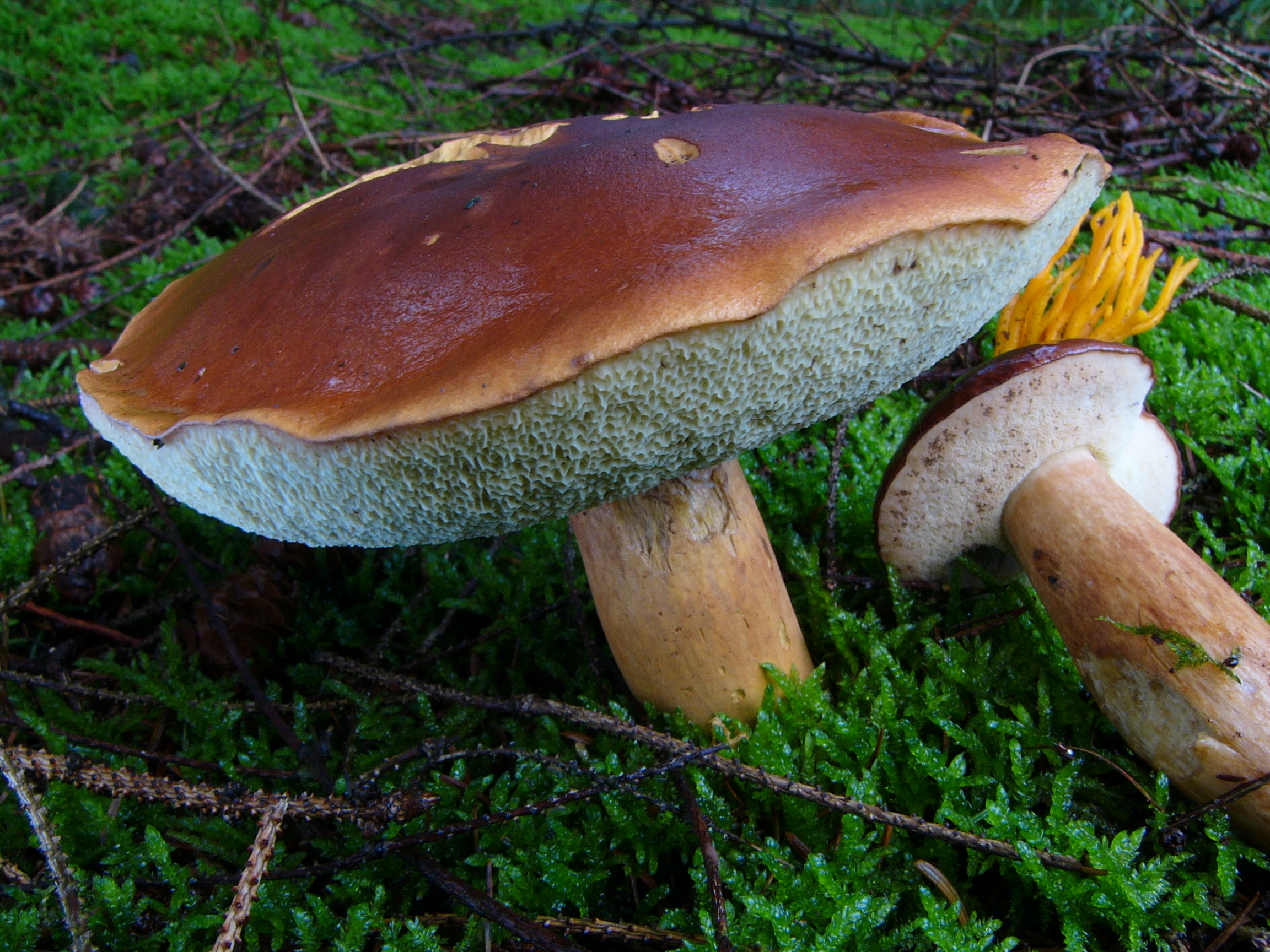
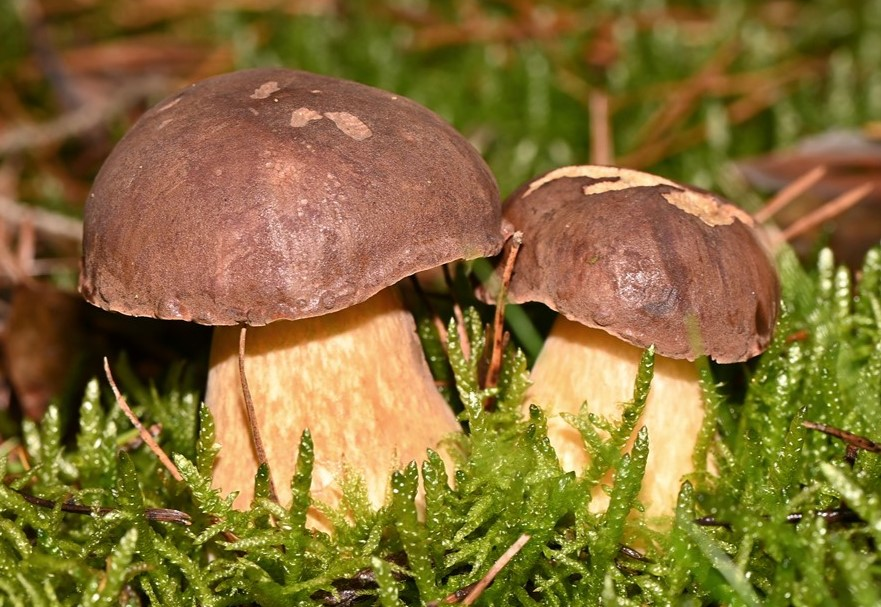
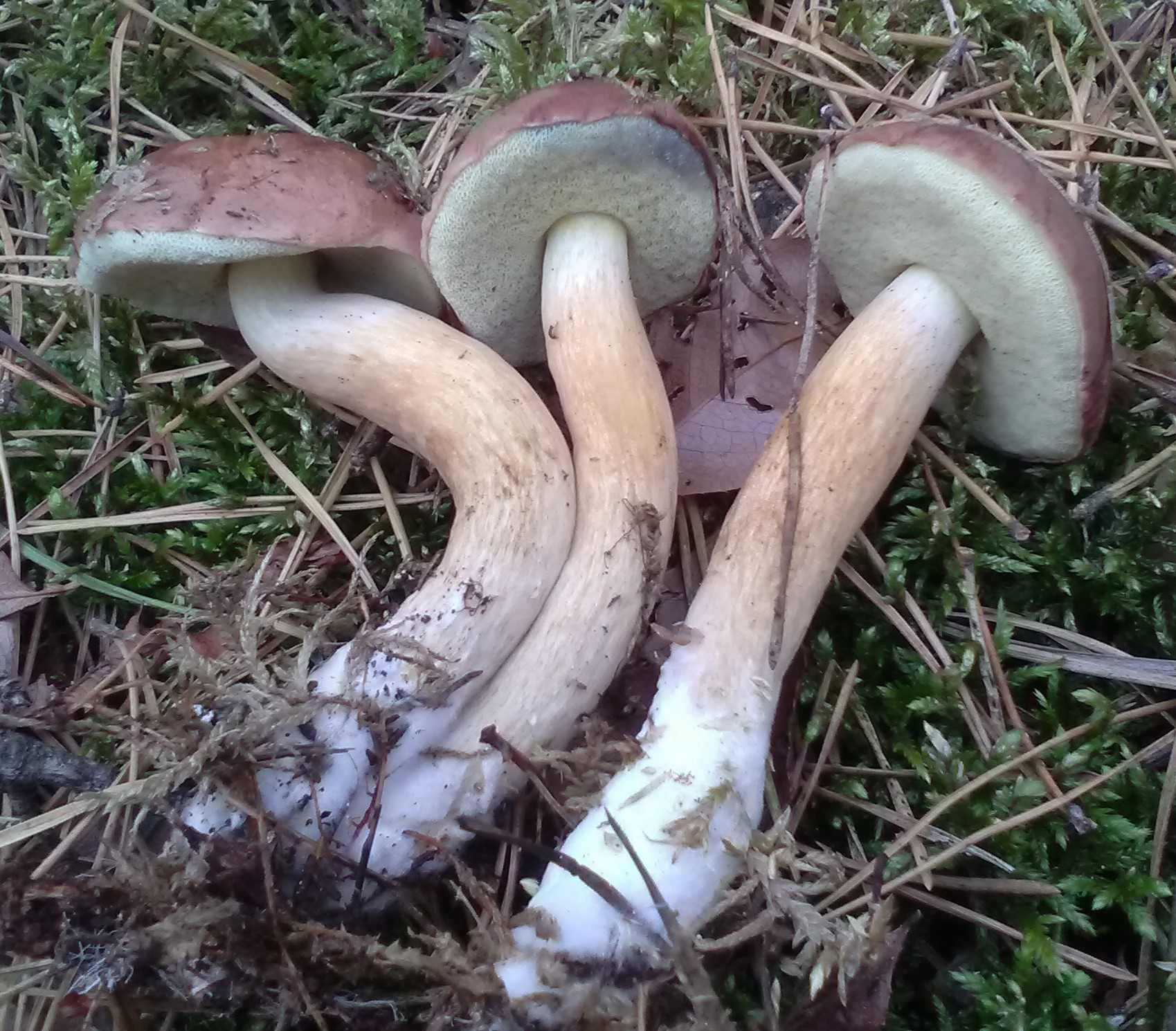
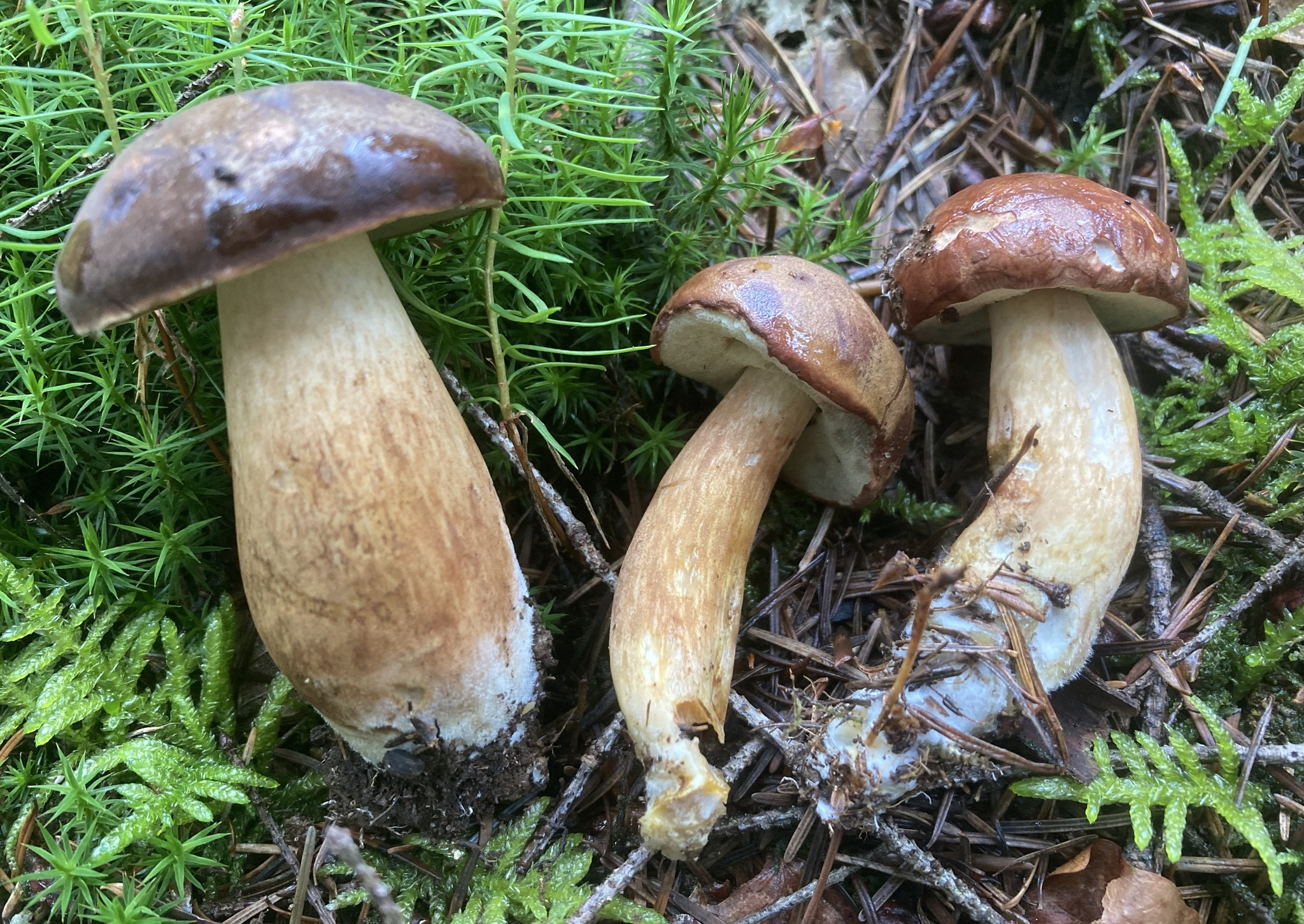
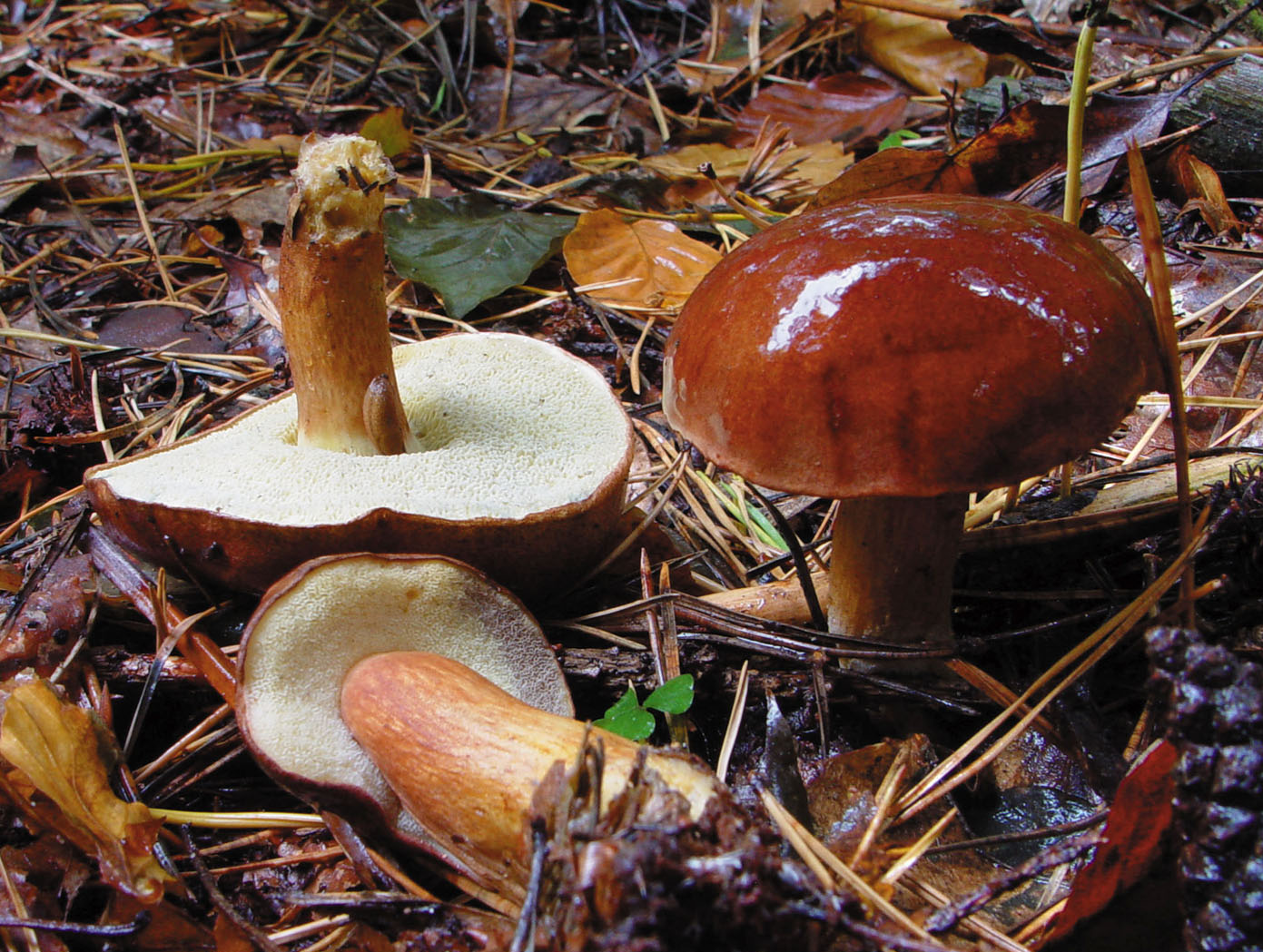
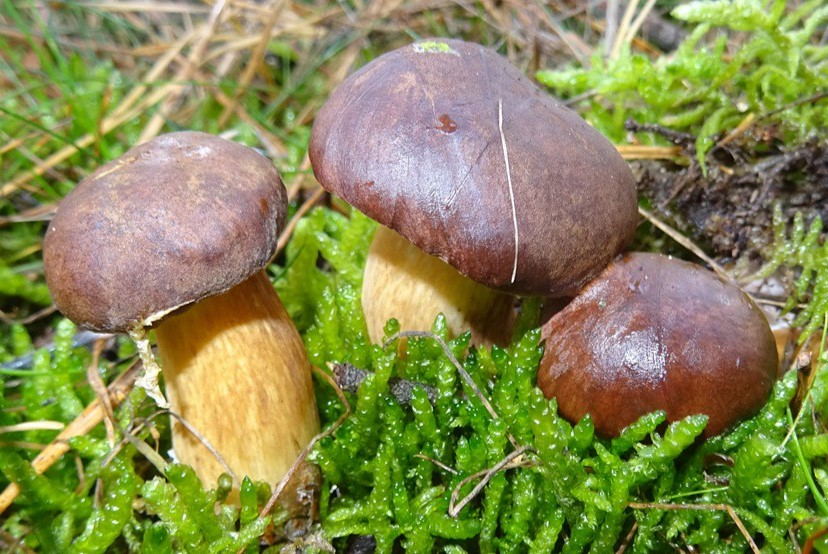
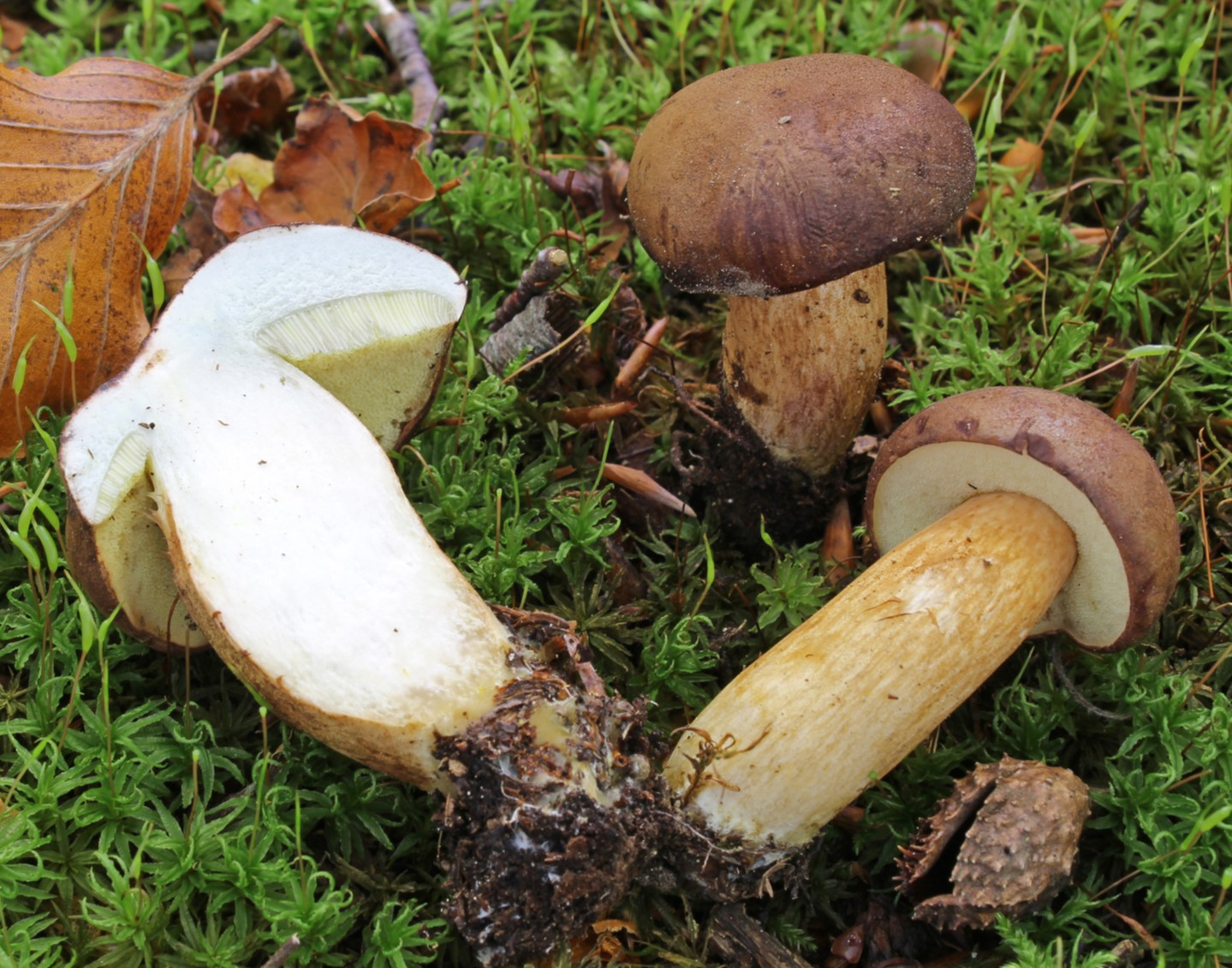

### Caractéristiques microscopiques
Ses spores mesurent 12 à 15,5 µm x 4 à 5 µm, elles sont de forme allongée-fusoïde.

## Variétés et formes

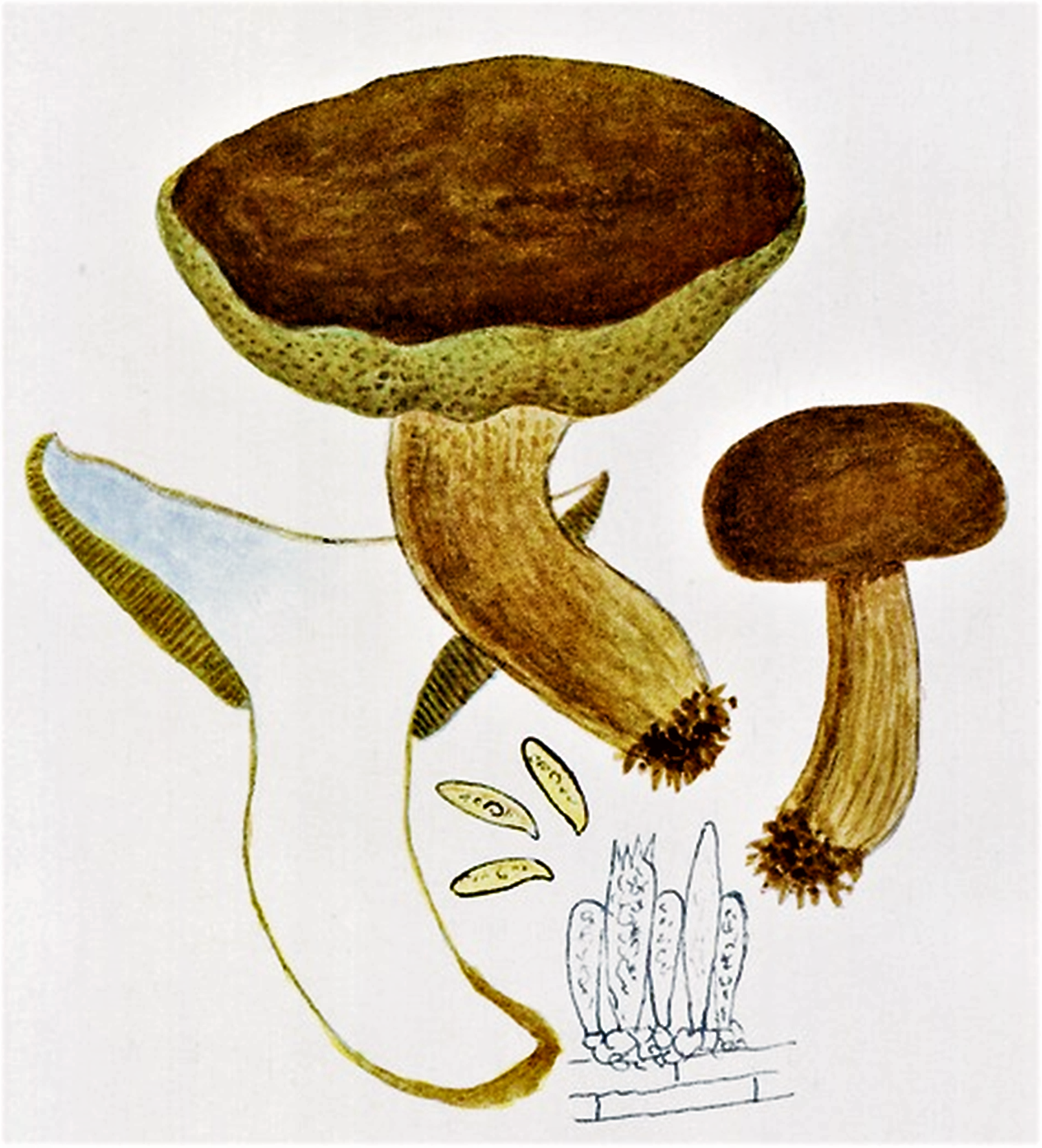
Illustration de Boletus badius par Giacomo Bresadola

- Xerocomus badiorufus a été décrit comme une espèce distincte, se différenciant de I. badia par sa silhouette trapue, sa marge fortement enroulée, ses pores fins et ses tubes très courts, non ou à peine bleuissants. Cependant, il n'y a pas eu d'analyse phylogénétique pour confirmer l'espèce pour cause de l'absence d'exsiccata. S'ajoute à cela le fait que des spécimens aux caractères morphologiques correspondants à ceux de badiorufus ont été récoltés entretemps, et que leur analyse phylogénétique révéla de simples Imleria badia. Devant ces résultats, ce qui a été décrit comme X. badiorufus est fortement suspecté de n'être qu'une simple forme de I. badia[7],[8],[9].
- Imleria heteroderma, qui semble être synonyme de Boletus badiorufus R. Heim nom. inval. est décrit comme ressemblant beaucoup à I. badia, mais ses tubes sont souvent plus courts, moins (ou non) bleuissants, son pied est fusiforme-renflé plus ou moins radicant, son chapeau est velouté et ses spores mesurent 10 à 13 µm x 3 à 5 µm[6].
- Imleria spadiceomaculans, a été décrit comme ayant un chapeau feutré plus au moins brun rougeâtre au toucher, un pied blanc à blanchâtre et des pores qui deviennent brun-gris sale au toucher. L'existence de tous ces taxons en tant qu'espèces indépendantes est encore très dubitative[6].
- Imleria badia f. vaccinus (syn. X. badius f. subimmutabilis Estadès & Lannoy ad int. (bull. FMDS 174, 2004)), est caractérisé par des tubes généralement courts, longtemps blancs à blanchâtres, immuables, des pores petits non bleuissants ou presque pas mais grisonnant plutôt au toucher et une chair immuable ou légèrement rosissante[6],[9].
- Imleria badia var. macrostipitatus (à grand stipe), est une variété typique de l'est du Canada jusqu'aux États du Maine et de New York aux États-Unis[2].
- Imleria badia var. glaber (à stipe glabre), est quant à lui typique de l'écozone atlantique dans l'est du Canada[2].

## Habitat et distribution

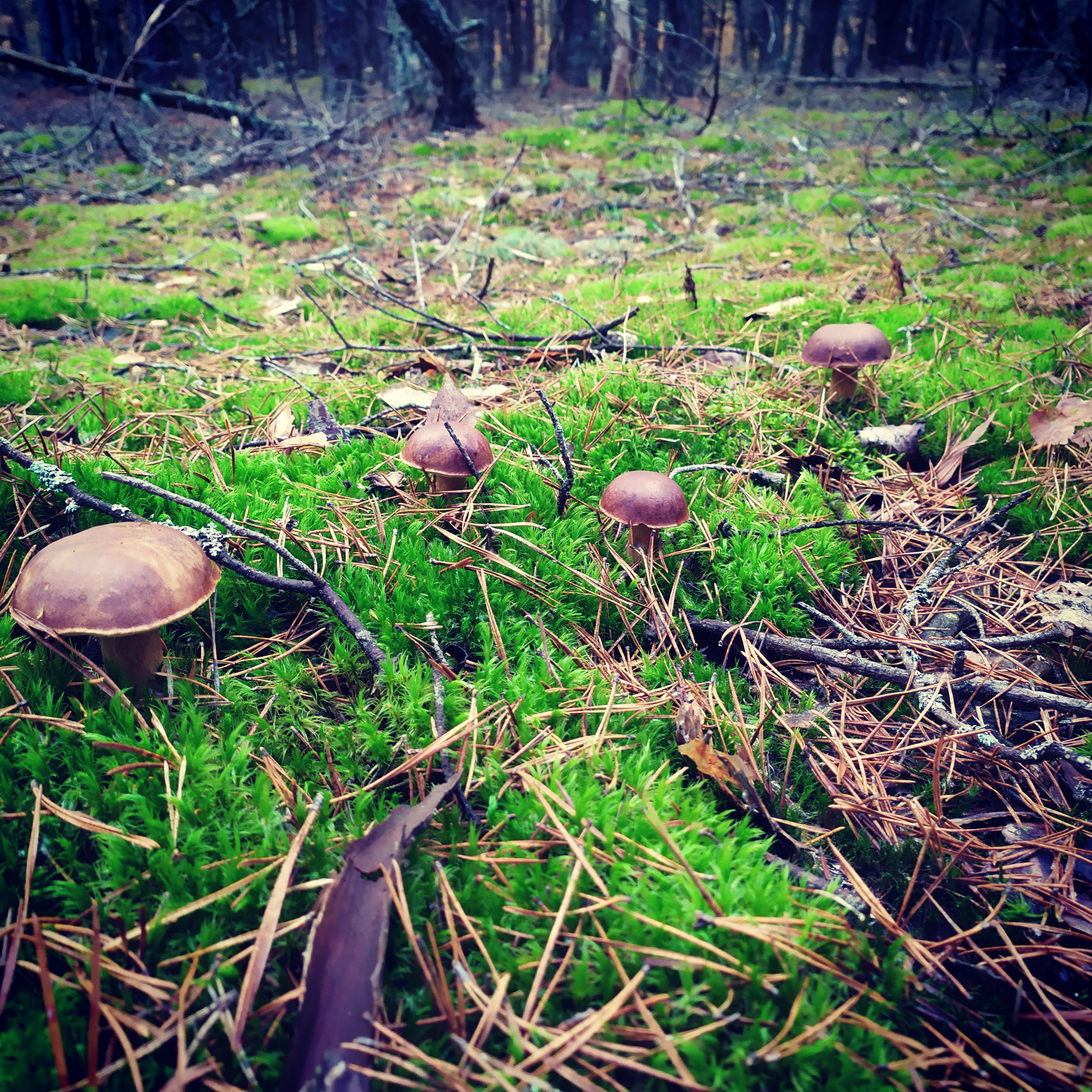
Troupe de Bolets bais poussant dans la mousse dans une forêt de conifères.

Le Bolet bai est un champignon ectomycorhizien, poussant surtout sur la mousse ou l'humus, en association avec divers arbres, principalement des conifères. On le trouve dans les sous-bois de résineux ou de feuillus, sur sol non calcaire, parfois en zones défrichées sous des fougères ou auprès de souches déracinées. Aujourd'hui, il est plus fréquent dans les forêts de conifères ou mixtes, et plus sporadique dans les forêts de feuillus purs. Cette espèce n'aime pas particulièrement le temps chaud, mais préfère de loin les bois frais et humides, on le trouve soit dans d'épaisses couches de mousse, soit dans d'épaisses litières d'aiguilles, où le substrat est constamment plus humide. Sa période végétative est purement estivale-automnale mais, au cours des dernières décennies, elle s'est étendue jusqu'au milieu de l'hiver, en l'absence de vents glacés, de gelées et de chutes de neige,,.
Les fructifications peuvent pousser seules, éparpillées sur le sol, parfois même en petits groupes de quelques spécimens rapprochés, souvent bien cachés parmi les aiguilles. La fructification a tendance à culminer trois ou quatre jours après la pluie pendant la saison chaude, à tel point qu'il peut être considéré comme l'un des plus hygrophiles des bolets. La raison en est que le pied de cette espèce a une texture ressemblant à celle du cuir et qu'il résiste bien à l'excès d'humidité qui peut éventuellement être transmis par le sol. Cela peut également se produire dans les zones herbeuses couvertes de mousse et, pour cette raison, il est considéré comme un absorbeur potentiellement puissant de substances radioactives,.

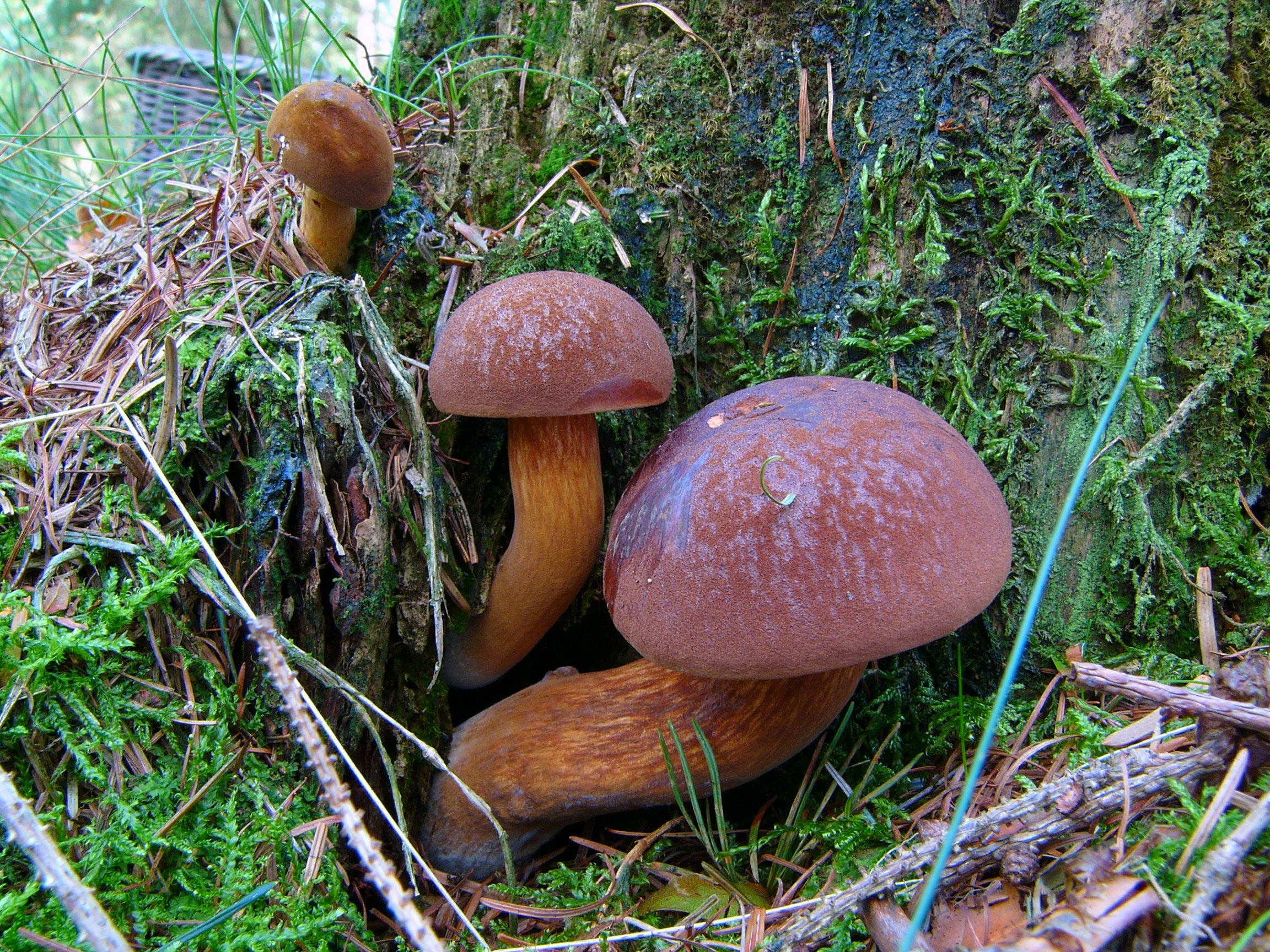
Bolets bais poussant sur une souche d'arbre.

N'étant pas exclusivement un champignon mycorhizien, on peut également le trouver sur des souches d'arbres en décomposition, ainsi que sur des litières contenant de nombreuses aiguilles et du bois mort en décomposition. Dans certains cas, il est probable que cette espèce se nourrisse exclusivement en tant que saprophyte, sans se lier du tout aux racines des arbres où elle pousse. Le Bolet bai peut donc en effet avoir de fréquentes tendances saprophytes et être capable d'utiliser ce style d'alimentation dans diverses circonstances, en particulier lorsqu'il se trouve dans un habitat riche en humus constitué d'une abondante lignine en décomposition.

### Répartition
Le Bolet bai est originaire d'Eurasie et d'Amérique du Nord, on le trouve dans les grandes forêts d'Europe centrale et septentrionale, ainsi que dans les forêts mixtes d'Europe méridionale et orientale. Il abonde dans les forêts de conifères de Pologne, de République tchèque/Slovaquie, en Allemagne, notamment en Forêt Noire, en France entre les Alpes, le Massif central, le Jura et les Pyrénées (également en Espagne), en Grande-Bretagne, en Scandinavie, dans les anciennes républiques baltes soviétiques, en Russie, en Roumanie, dans la région de la mer Noire et du Caucase et en Turquie. Dans le reste de la planète, il est signalé en Asie, en Jordanie, en Chine continentale, dans l'Himalaya, à Taïwan et au Japon. En Amérique du Nord, elle est présente dans l'est du Canada, tandis qu'aux États-Unis, sa présence est certifiée dans l'État du Minnesota et dans les Appalaches. Au sud, son aire de répartition aérienne s'étend jusqu'au centre du Mexique.

### Mycorhizes
Les ectomycorhizes formées entre Imleria badia et l'épicéa (Picea abies) ont des gaines hyphaliques actives qui ont un plus grand potentiel de stockage de minéraux tels que l'azote, le fer, le phosphore, le magnésium, le potassium et le zinc, que d'autres champignons mycorhiziens ne possèdent pas, ce qui indique que le champignon est bien adapté pour vivre dans des sols acides et les préférer, ses mycorhizes étant particulièrement efficaces pour absorber et stocker les macronutriments.

## Comestibilité

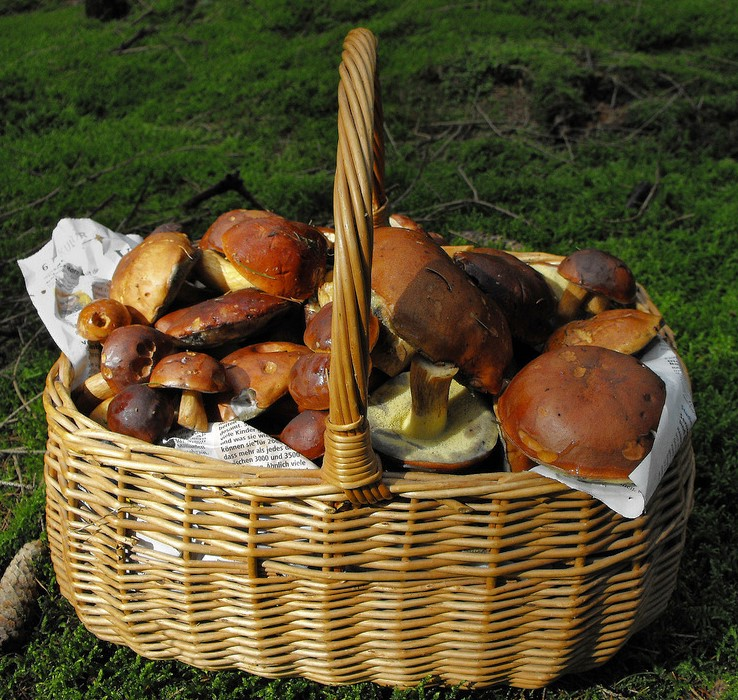
Récolte de Bolets bais dans un panier en Allemagne.

Le Bolet bai est un comestible réputé , plus petit que les Cèpes mais considéré par certains cueilleurs comme proche ou équivalent, son parfum étant fort ressemblant. C'est une espèce assez populaire, traditionnellement ramassée et appréciée en France. Il est souvent suggéré de privilégier les jeunes sujets plus fermes dont les tubes ne sont pas très développés et de retirer le pied, qui est plus coriace et fibreux, surtout chez les spécimens adultes, riche en cellulose, ce qui peut le rendre légèrement indigeste. En effet il vaut mieux éviter de le cueillir lorsqu'il est trop mature et étalé ; en plus du pied devenant plus dur, la chair du chapeau devient flasque et plus spongieuse à la cuisson, d'une texture beaucoup moins agréable que lorsqu'il est consommé jeune, ce qui est valable pour la plupart des champignons comestibles. Ses caractères distinctifs faciles à identifier, son abondance en tant qu'espèce très commune et ses confusions possibles sans danger font de lui une espèce populaire, peu risquée et facile à maitriser pour les cueilleurs de champignons, même pour les débutants. En effet, le Bolet bai est souvent classé parmi les espèces typiques faciles d'entrée de jeu dans les guides, occupant le grade de l'espèce de bolet comestible "classique" après les Cèpes.
Le bleuissement des pores effraie certains cueilleurs, délaissant ou rejetant cette espèce, frayeur due à une fausse idée reçue selon laquelle tous les bolets présentant un bleuissement seraient toxiques. En réalité, le bleuissement n'est qu'une réaction chimique, due à l'oxydation de la chair au contact de l'air, qui n'a aucun lien avec la comestibilité ou la toxicité, certains bolets étant comestibles bien que bleuissants, comme le Bolet bai, tandis que d'autres étant toxiques et non bleuissants, et inversement.

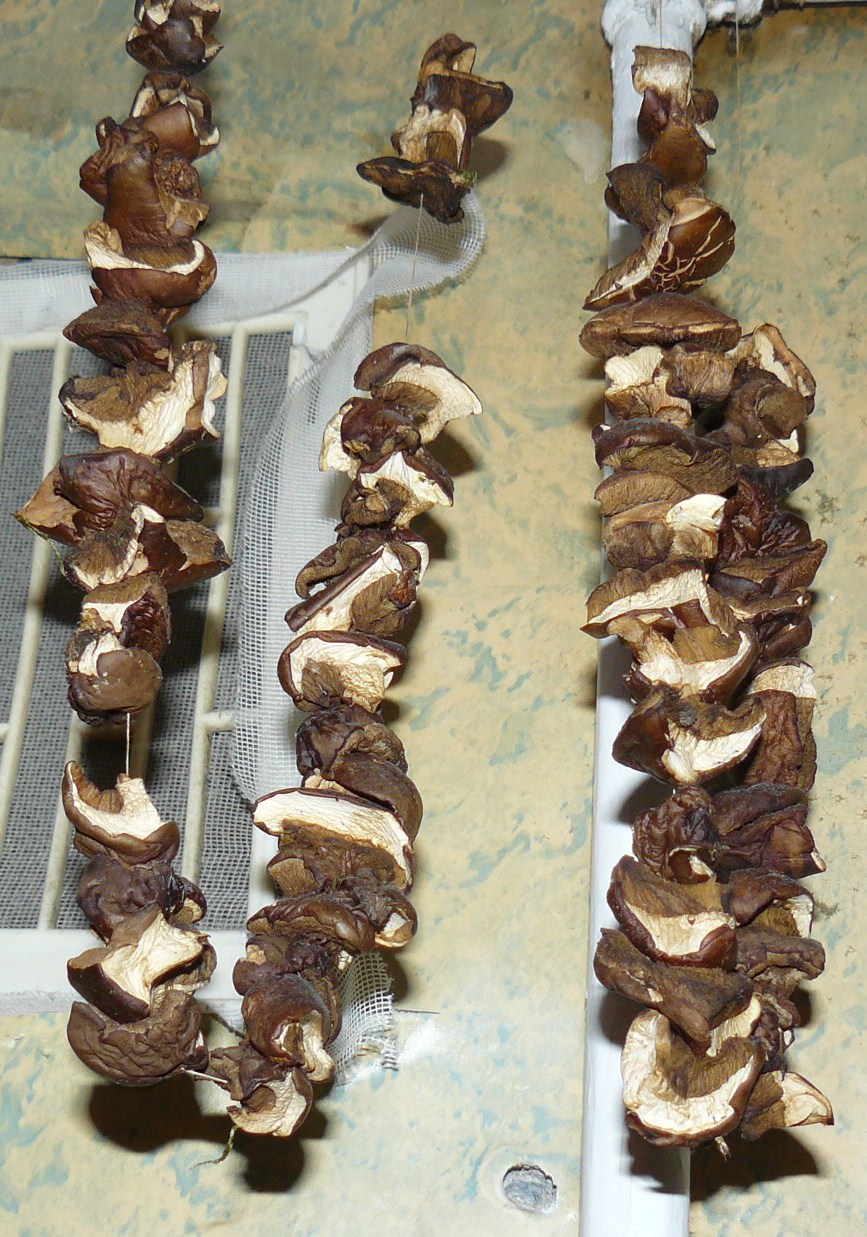
Bolets bais en train d'être séchés en Europe de l'Est.

Le Bolet bai est l'un des champignons les plus fréquemment cueillis par les habitants d'Europe centrale et septentrionale. En Allemagne, en Autriche, en Pologne, en République tchèque et en Slovaquie par exemple, I. badia est, avec les Chanterelles, le champignon le plus ramassé et le plus populaire. Ce qui le rend si populaire n'est pas son arôme, mais sa consistance, qui résiste à de longs temps de cuisson. Le Bolet bai figure sur les listes positives nationales des espèces pouvant être commercialisées à l'état frais, séché et en conserve. Sur le marché italien, il est actuellement surtout présent dans le secteur des champignons mixtes congelés. Il est également intéressant de noter que le Bolet bai est, avec le thé, la seule source connue de théanine, un acide aminé au goût umami, qui aurait des vertues thérapeutiques, notamment la réduction du stress.

### Radioactivité et catastrophe de Tchernobyl

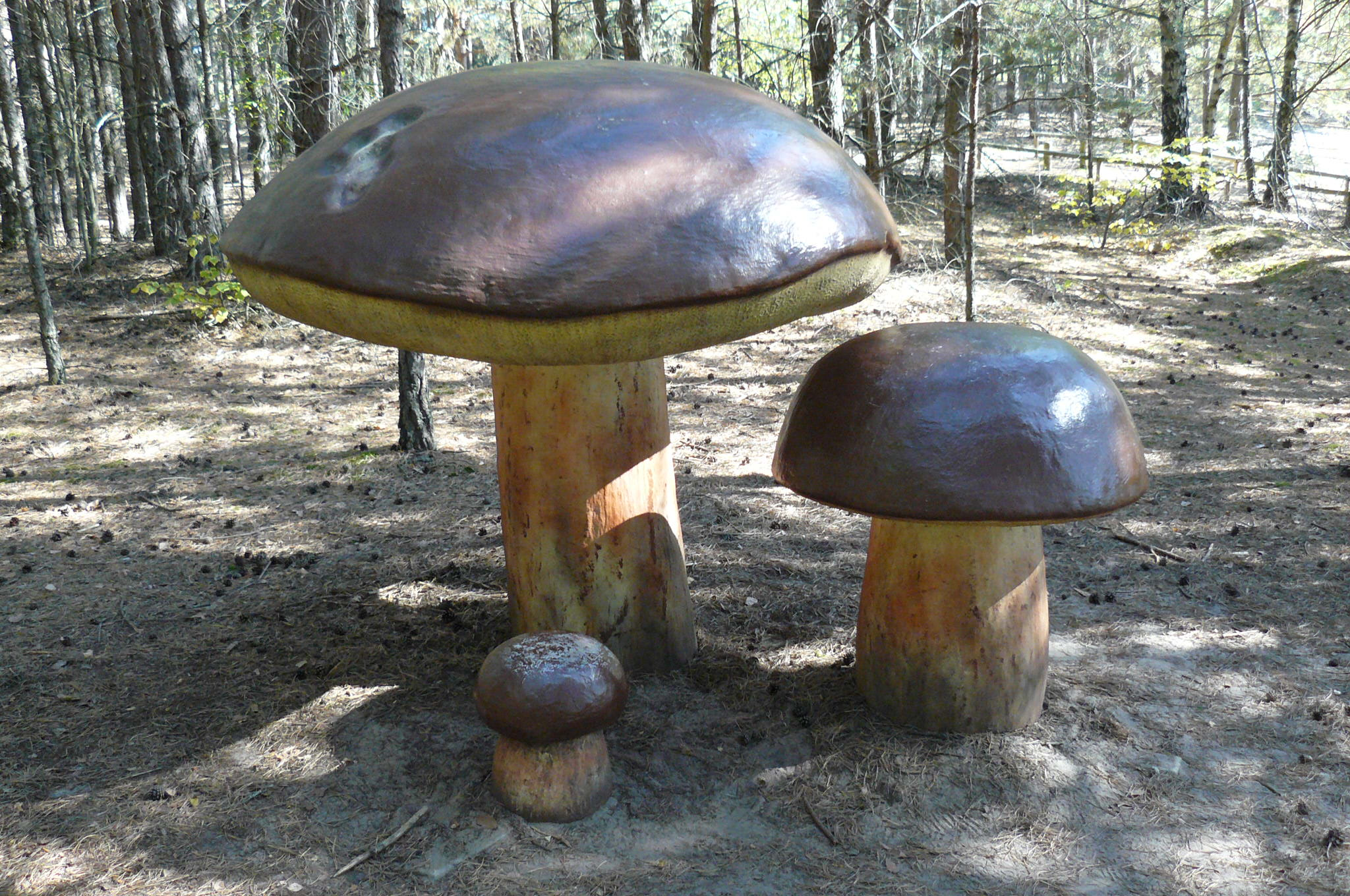
Statues de Bolets bais dans un parc en Pologne.

Comme la plupart des champignons, le Bolet bai peut accumuler les potentiels polluants présents dans le sol et dans l'air (tels que les métaux lourds), néanmoins, cette espèce présente ce caractère à un plus haut degré. En effet, la forte aptitude de cette espèce à végéter sur des couches épaisses et très humides d'aiguilles ou sur la mousse permet, dans les sols contaminés par des substances radioactives, d'aspirer plus facilement l'eau contaminée du sol environnant. La Société Mycologique Vaudoise le cite en tête de liste des espèces à risque après l'accident de Tchernobyl. Il a, en particulier, une forte capacité de concentration du césium 137, plus que chez d'autres champignons. Le Bolet bai accumule la plupart des substances toxiques dans les pigments bruns contenus dans sa cuticule. Il s'agit des polyphénols Badione A et Norbadione A, ce dernier appartenant à une famille de pigments fongiques connus sous le nom d'acides pulviniques, qui ont la capacité de complexer le césium. En éliminant la cuticule du chapeau, le niveau possible de contamination radioactive peut être considérablement réduit. La norbadione A a fait l'objet d'études approfondies pour sa capacité à protéger contre les effets nocifs des rayonnements ionisants. Des tests effectués sur des cultures cellulaires de souris montrent que, bien qu'elle ait un effet protecteur, elle est toxique pour les cellules à des doses élevées.
Dans de nombreuses régions d'Europe, notamment en Europe de l'Est et dans les régions alpines, près de quarante ans après l'accident nucléaire de Tchernobyl, l'isotope 137 Cs est toujours présent et dépasse encore la valeur limite de 600 becquerels par kilogramme imposée aux denrées alimentaires par l'Union européenne. Une étude allemande a montré que les champignons récoltés entre 1986 et 1988 contenaient 8,3 à 13,6 fois plus de césium radioactif que les champignons récoltés avant l'accident de 1985. En Italie, une étude approfondie menée par l'Arpa Piemonte a établi que Imleria badia était le plus radioactif des différentes espèces de champignons récoltés dans la région, suivi de Cortinarius caperatus et Neoboletus erythropus. Il a été suggéré que le Bolet bai pourrait avoir un potentiel en tant qu'agent de biorestauration pour nettoyer les sites contaminés,.
Cependant, ces valeurs de radioactivité élevées enregistrées dans les sporophores, bien que très supérieures aux limites légalement autorisées, ne présupposent une situation dangereuse que si de très grandes quantités de cette espèce sont consommées (au moins 20 kg par an),.

## Confusions possibles

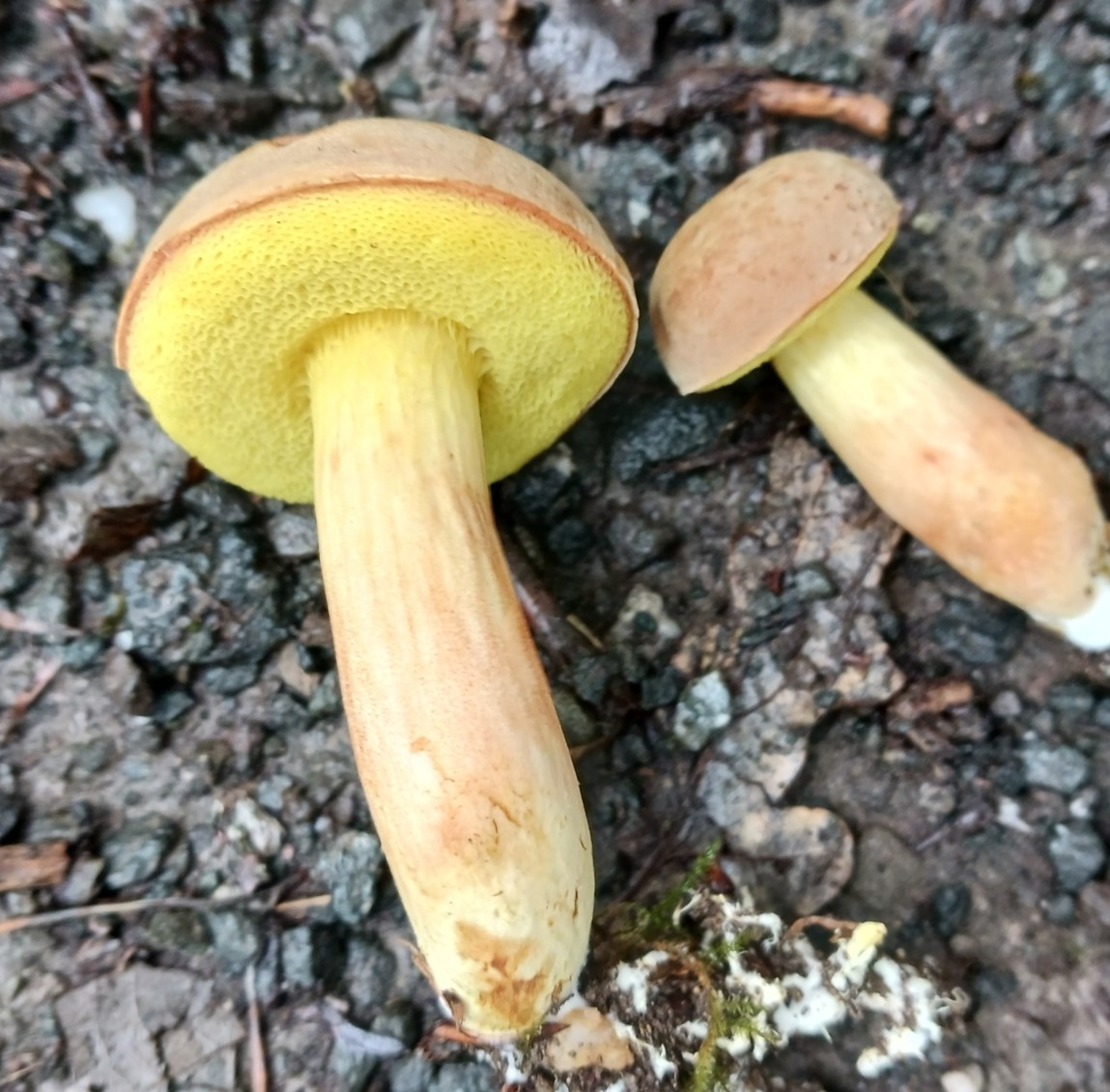
Le Bolet subtomenteux (Xerocomus subtomentosus)

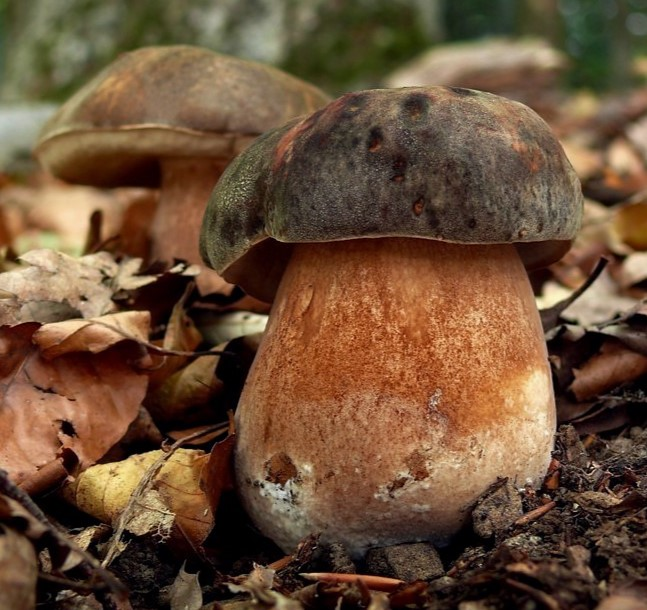
Le Cèpe bronzé (Boletus aereus)

Le Bolet bai peut se confondre avec quelques autres espèces de bolets, confusions sans gravité car ces espèces sont plus au moins comestibles au même titre. Il n'y a pas d'espèces toxiques lui ressemblant réellement. On devra principalement faire la distinction entre le Bolet bai et les espèces ressemblantes suivantes, qui sont surtout d'autres Xerocomus au sens large :

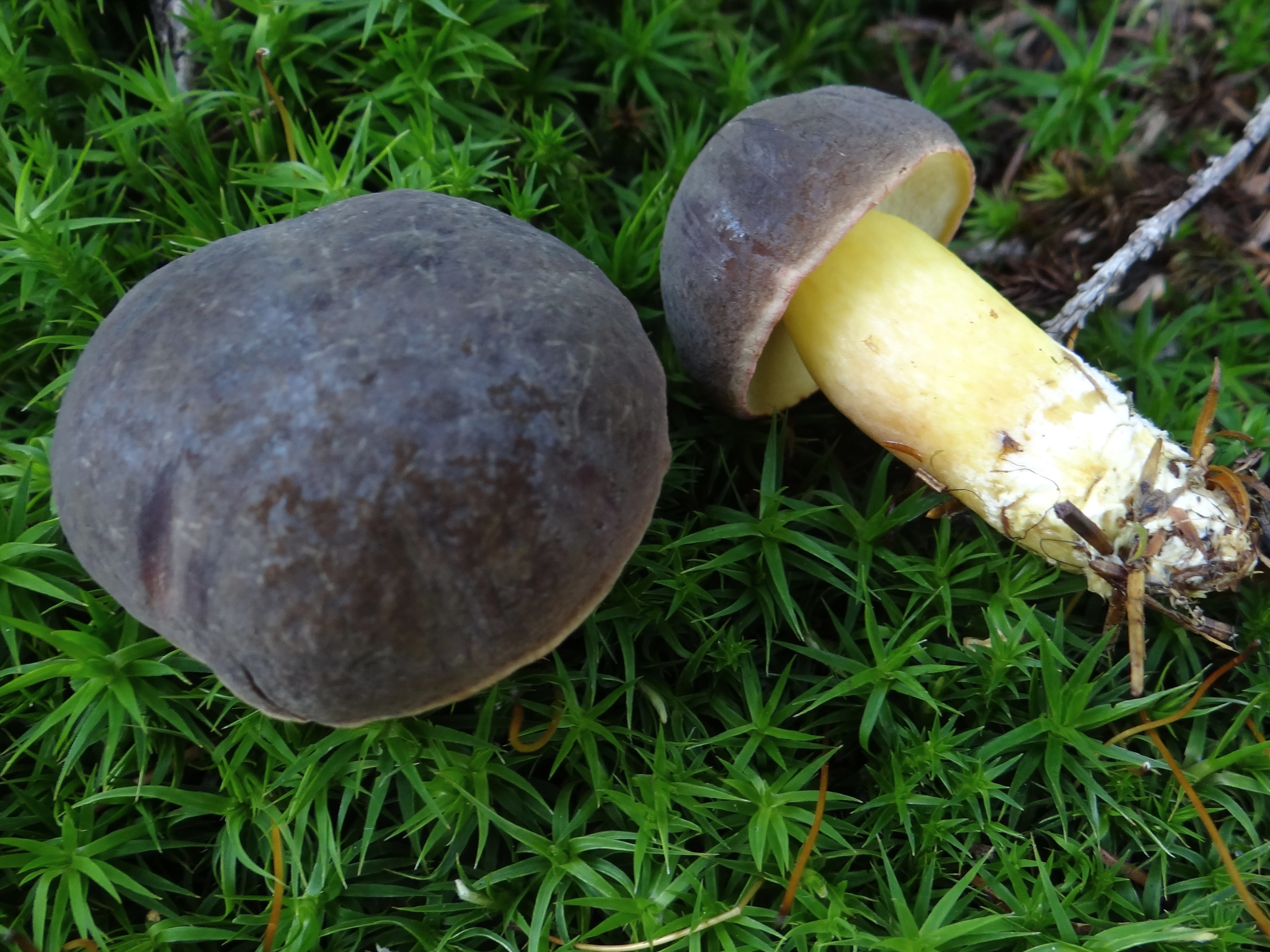
Le Bolet pruineux (Xerocomellus pruinatus)

- Le Bolet pruineux (Xerocomellus pruinatus) Le Bolet pruineux (Xerocomellus pruinatus), qui est facilement et souvent confondu avec le Bolet bai, poussant souvent dans les mêmes milieux et à la même période. Il a un pied jaune avec souvent du rougeâtre, des pores jaunes à jaune olivâtre non ou peu bleuissants, un chapeau noir-marron sombre typiquement recouvert de pruine, laissant voir une coloration rose-mauve dans les blessures de la cuticule, et une chair habituellement jaune, lentement bleuissante à la coupe (~10 minutes), surtout au bas du pied. Comestible.
- Le Bolet à chair jaune (Xerocomellus chrysenteron), qui ressemble beaucoup au Bolet pruineux, a un chapeau un peu plus brun, un pied souvent avec plus de rouge, et une chair non ou quasiment pas bleuissante, présentant une nette zone rouge au niveau du pied. Comestible.
- Le Bolet subtomenteux (Xerocomus subtomentosus) Le Bolet subtomenteux (Xerocomus subtomentosus), est souvent confondu avec le Bolet bai. Il a des pores (tubes) jaunes, non ou peu bleuissants à la pression et généralement un pied plus clair, souvent orné d'un pseudo réseau. Mais sa caractéristique d'identification et de distinction principale reste la couleur sa chair ; rosée dans sa moitié inférieure à la coupe. Comestible.
- Le Bolet ferrugineux (Xerocomus ferrugineus), très semblable au Bolet subtomenteux, sauf que sa chair est entièrement blanche à la coupe et que le mycélium basal au bout de son pied est de couleur jaune. Il est un peu plus rare. Sans interêt alimentaire.
- Le Bolet fissuré (Xerocomellus porosporus) peu commun, peut rappeler le Bolet bai, mais son chapeau est plus gris, ses pores sont jaunâtres et sa chair est grisâtre dans la moitié inférieure du pied à la coupe. Sans interêt alimentaire.
- Le Cèpe bronzé (Boletus aereus) Le Cèpe bronzé (Boletus aereus), est parfois confondu avec le Bolet bai, surtout lorsque I. badia se présente sous un de ses aspects robustes, ressemblant alors à un jeune Cèpe bronzé en "bouchon de champagne". Cependant, B. aereus reste de plus grande taille, et surtout, il est orné d'un réseau sur son pied et possède des pores non bleuissants, il est entièrement immuable. Comestible réputé.
- Le Cèpe des pins (Boletus pinophilus), est aussi quelquefois confondu avec le Bolet bai, surtout lorsqu'il est jeune. Une fois de plus, son pied réticulé, ses pores immuables et sa morphologie robuste de Cèpe permettront de faire aisément la différence. Cette absence de réseau et ce bleuissement de l'hyménophore chez I. badia permettent d'exclure toute confusion avec n'importe quelle espèce de Cèpe. Comestible réputé.

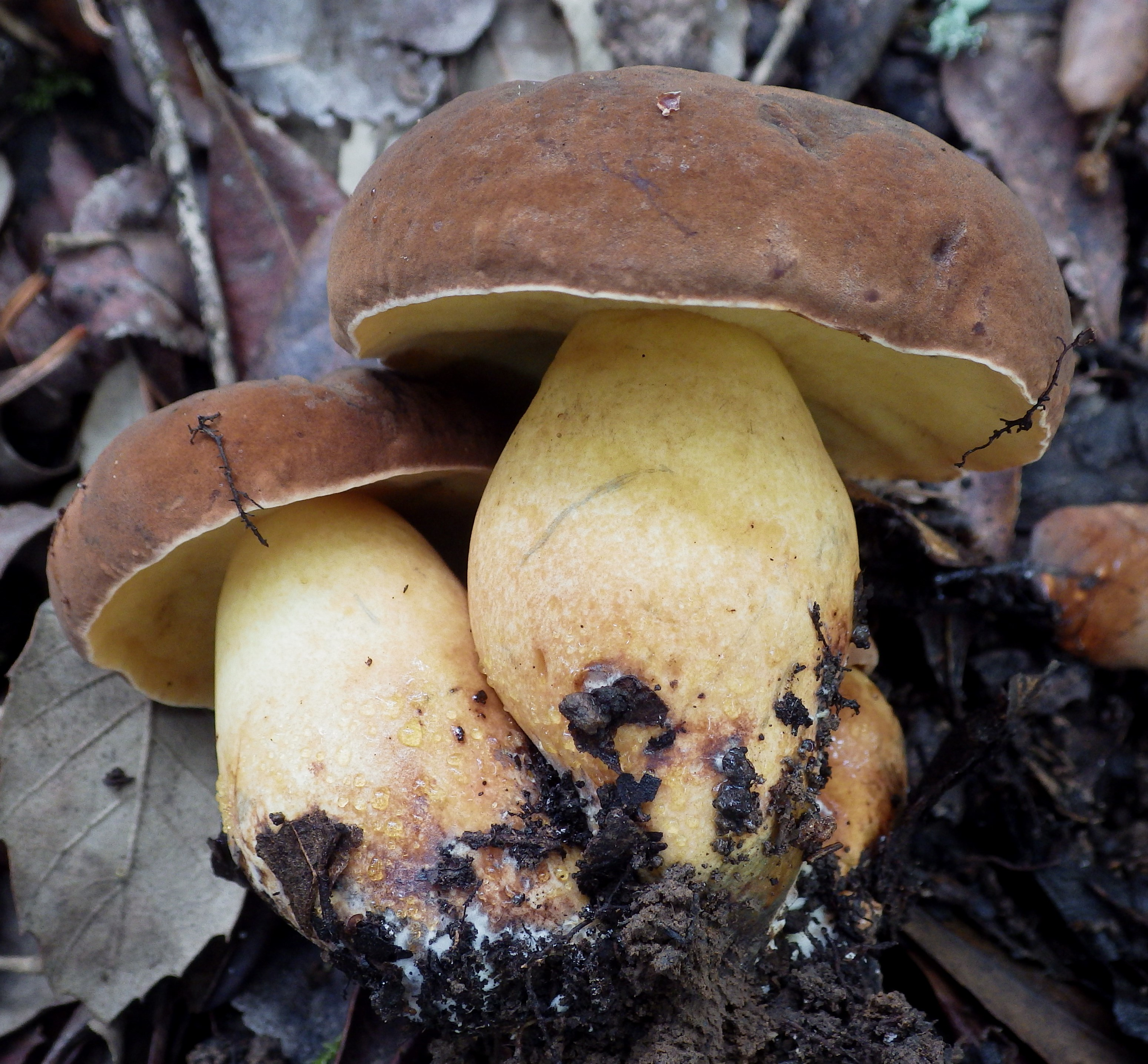
Le Bolet odorant (Lanmaoa fragrans)

- Le Bolet odorant (Lanmaoa fragrans) Le Bolet odorant (Lanmaoa fragrans) peut faire penser à un énorme Bolet bai, cependant sa chair bleuit nettement à la coupe et il a une odeur de chicorée. C'est une espèce thermophile venant dans les endroits dégagés à la fin de l'été, les probabilités de la trouver au même endroit que I. badia sont très faibles. Comestible.
- Le Bolet couleur de lion (Aureoboletus moravicus) assez rare, ressemble au Bolet bai ou au Bolet subtomenteux mais il a des pores jaunâtres non bleuissants et possède une odeur typique de patisserie. Sans interêt alimentaire.
- Le Bolet pulvérulent (Cyanoboletus pulverulentus) pourrait éventuellement rappeler extérieurement le Bolet bai, mais son bleuissement très intense et spectaculaire à la coupe ou à la moindre pression sur sa chair le distingue facilement. Comestible en petite quantité et sans les tubes, à risque en grande quantité et avec les tubes.
- Le Bolet poivré (Chalciporus piperatus) peut ressembler au Bolet bai, cependant ses pores sont orangés et sa saveur est nettement poivrée. Sans interêt alimentaire.
- Le Bolet commun (Hortiboletus engelii) pourrait rapidement rappeler le Bolet bai, mais ses pores et son pied jaunâtre, sa chair piquetée de points orange au bout de son pied à la coupe et son habitat de prédilection dans les parcs, les jardins et les pelouses le distinguent assez facilement. Comestible.
- Le Bolet chamois (Hortiboletus bubalinus) très proche du Bolet commun ci-dessus et venant dans les mêmes milieux va quant à lui présenter une chair du chapeau bleuissante et une chair sous-cuticulaire nettement rose. Sans interêt alimentaire.
- Le Bolet châtain (Gyroporus castaneus), qui est une petite espèce au chapeau brun châtain, ne possède pas de réseau non plus. Cependant, son pied est concolore au chapeau, ses pores sont blancs immuables et la chair de son stipe est creusée de cavernes. Comestible cuit, jeune, après évaluation approfondie de l'état de conservation.
- Le Bolet lignicole (Buchwaldoboletus lignicola), rare, qui est une autre espèce au chapeau brun et aux pores jaunâtres bleuissants, venant exclusivement sur bois. Cependant ses pores sont décurrents, sa marge reste enroulée et sa chair bleuit plus au moins à la coupe. Sans interêt alimentaire.